# Saint-Georges-du-Bois (Sarthe)
Pour les articles homonymes, voir Saint-Georges-du-Bois, Saint-Georges, Saint Georges (homonymie) et Georges.
Saint-Georges-du-Bois est une commune française située dans le département de la Sarthe en région Pays de la Loire.
Située à 8 km au sud-ouest du Mans et à 192 km au sud-ouest de Paris à vol d'oiseau ou 55 minutes par le TGV Atlantique, elle est traversée par la route départementale 309 qui relie Le Mans à Sablé-sur-Sarthe. À quelques kilomètres, l'échangeur Le Mans Sud sur l'autoroute A11 permet un accès rapide aux grandes villes de l'ouest (Angers, Nantes, Tours ou Rennes). Le territoire est uniquement arrosé par un petit cours d'eau, l'Orne champenoise.
Saint-Georges-du-Bois est peuplée de 2 228 habitants. La population a stagné, jusqu'au milieu des années 1960, à moins de 500 habitants. L'arrivée - tardive - du réseau d'eau potable en 1956 a permis la création de nouvelles habitations et une extension de la commune.
La commune fait partie de la province historique du Maine, et se situe dans le Haut-Maine (Maine roux).

## Géographie

### Localisation
Située dans la région des Pays de la Loire et le département de la Sarthe dans l'arrondissement du Mans et le canton d'Allonnes (depuis octobre 1981), Saint-Georges-du-Bois se trouve en plein centre du département de la Sarthe (47° 58′ 23″ N, 0° 06′ 00″ E) à 8 km au sud-ouest du Mans et à 192 km au sud-ouest de Paris à vol d'oiseau ou 55 minutes par le TGV Atlantique depuis la gare de Paris-Montparnasse.
D'une petite superficie (7,23 km2), Saint-Georges-du-Bois est coupée au sud par la voie ferrée Le Mans-Angers.
Les limites de la commune ont légèrement changé au cours des derniers siècles.
Ainsi, il semble que les fermes du Grand Beauvais et de Cherelles, étaient rattachées à la paroisse de Fay jusqu'au milieu du XVIIIe siècle, date à laquelle eut lieu un redécoupage des limites de Fay, Pruillé-le-Chétif et Saint-Georges-du-Bois.
De même, en janvier 1991, la commune d'Allonnes redistribue certains de ses chemins et celui des Joyères devient boisgeorgiens.
Deux points géodésiques, répertorié par IGN, se trouvent sur la commune. Ce sont les deux points hauts, et visible de très loin (plusieurs km), qui sont utilisés : la flèche de l'église et le château d'eau. Il existe aussi onze repères de nivellement répartis sur toute la commune
.
La ville est desservie par le service  de transport de la SETRAM par la ligne de bus no 34.

### Communes limitrophes
| Pruillé-le-Chétif  | Pruillé-le-Chétif     | Pruillé-le-Chétif |
| Étival-lès-le-Mans | Saint-Georges-du-Bois | Allonnes          |
| Étival-lès-le-Mans | Étival-lès-le-Mans    | Allonnes          |

### Géologie et relief
Le point le plus bas de la commune — 48 m — se trouve entre la ferme de l'Herpinière et la voie ferrée (47° 57′ 25,37″ N, 0° 06′ 28,55″ E) tandis que le point le plus haut — 102 m — se situe entre la ferme du Grand Beauvais et la ferme de la Petite brosse (Pruillé-le-Chétif) (47° 59′ 18″ N, 0° 05′ 43″ E). Le parvis de l'église est situé à 82 m d'altitude.
La géologie de Saint-Georges-du-Bois est presque uniquement composée de sables et grès du Maine, datant du Cénomanien moyen. Deux zones d'exceptions : le long de l'Orne champenoise composée d'alluvions (sables, limons et tourbes), et entre la ferme du Libroreau et la voie ferrée composée d'argile glauconieuse à minerai de fer datant du Cénomanien inférieur. Cette argile se trouve aussi autour des alluvions, le long de la rivière.

### Hydrographie

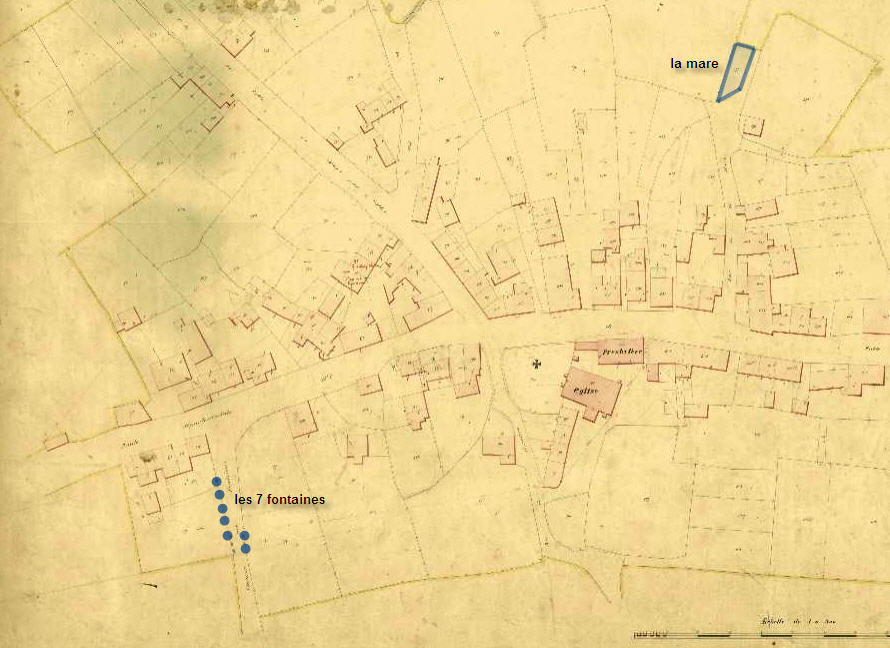
1844 Situation de l'ancienne mare et des sept fontaines

Un seul cours d'eau conséquent traverse la commune : l'Orne champenoise. C'est un affluent direct de la Sarthe. Petite rivière, d'un débit moyen de 0,342 mètre cube par seconde, elle contourne la commune par le nord et traverse la route de Souligné-Flacé au niveau du pont du Gué Perroux. C'est à cet endroit que se situait le lavoir communal de 1855 à 1956 (47° 58′ 16,64″ N, 0° 05′ 24,31″ E).
Deux petits cours d'eau traversant la commune se jettent dans l'Orne champenoise à Étival-lès-le-Mans : le ruisseau du Liboreau (situé au sud-ouest de la commune) (47° 58′ 01,07″ N, 0° 06′ 21,85″ E) et le ruisseau de la Beaumerie (situé à l'ouest de la commune) (47° 58′ 10,23″ N, 0° 05′ 06,75″ E).
L'eau a toujours été un gros problème pour la commune, freinant fortement son extension jusqu'en 1956, date de la création du réseau d'eau potable. Jusqu'alors, la commune n'avait comme source d'eau que l'Orne champenoise (située à quelques centaines de mètres du bourg), une mare (située au bout de l'actuelle impasse de la Mare), très souvent asséchée et sept fontaines, dont six étaient privées ou réservées à une certaine population (clergé, employés municipaux). Ces fontaines existent toujours dans l'actuelle rue des Fontaines et sur l'arrière de l'église.

### Écologie

#### Zone naturelle (ZNIEFF)
Un espace de la commune de Saint-Georges-du-Bois est inscrit comme « Zone naturelle d'intérêt écologique, faunistique et floristique - Deuxième génération » par la Direction régionale de l'Environnement sous le no 004161.
Décrite en 1999, l'inscription a été validée en 2005.
Cette zone, d'une superficie de 6 ha, est une partie du bois du Gué Perroux située sur la route de Souligné-Flacé (47° 58′ 31″ N, 0° 05′ 25″ E).
Les critères de la direction régionale de l'environnement pour l'inscription de cette zone sont : « Délimitation basée sur la présence d'une espèce végétale protégée au sein d'un biotope d'intérêt patrimonial (bois marécageux) ».
« Il s'agit d'un bois étendu sur une partie d'un vallon, le thalweg étant occupé par une zone marécageuse traversée par un ruisseau, accueillant une forte population d'une espèce végétale protégée dans les Pays de la Loire et en limite de son aire de répartition dans notre département : la Cardamine amère (Cardamine amara). »
La cardamine amère pousse dans les lieux très humides et ombragés. Cette plante est comestible et possède le goût du cresson.

#### Investissement développement durable
Comme la plupart des communes française, Saint-Georges-du-Bois agit pour un environnement meilleur et suit les recommandations du Grenelle de l'Environnement. Ainsi, une action volontariste en vue de diminuer la consommation électrique de l'éclairage public est en cours ; tout en renouvelant progressivement les anciens éclairages et en utilisant des ampoules basse consommation ou d'autres sources énergétiques renouvelables.
La mise en fonctionnement d'une nouvelle station d'épuration en 2009, après plus de 2 ans de travaux, a permis de diminuer fortement les rejets qui sont maintenant largement inférieurs aux normes actuelles et futures. Elle se veut plus performante grâce à un traitement biologique et chimique des phosphores, de l’absence de nitrates dans les eaux en sortie et d’une odeur inexistante par le stockage des boues dans des cuves étanches.
Depuis 2002, la mise en place, avec la communauté de communes du Bocage Cénomans, du tri sélectif et de sa valorisation permet d'offrir de nombreuses solutions aux habitants : bac de tri sélectif individuel, bennes pour les déchets verts, bennes pour les gros volumes, composteurs individuels. Les résultats sont là : 172 kg/hab/an de déchets ménagers et 73,5 kg/hab/an de recyclables soit 245,5 kg/hab/an alors que la moyenne française estimée par Eco-Emballages est de 391 kg/hab/an.
Depuis mars 2010, à la demande de la commune, Sarthe Habitat (1er gestionnaire de logements sociaux en Sarthe) a construit le 1er ensemble social BBC sarthois, 20 maisons BBC (bâtiment de basse consommation) avec isolation renforcée, chaudière à condensation, production d’eau chaude sanitaire par capteurs solaires. La seconde étape est en cours, depuis octobre 2009, avec le lancement d'une étude pour créer un écoquartier : maison à énergie positive, voirie écologique, recyclage intensif. Une troisième étape est lancée avec la construction par Sarthe Habitat de 19 logements locatifs BBC sur la commune. Ces travaux devraient démarrer en 2012.
La construction du restaurant scolaire, inaugurée le 13 octobre 2007, suit les concepts HQE (Haute qualité environnementale) avec une ossature et des bardages bois, des panneaux solaires destinés à la production d'eau chaude, des cuves pour la récupération des eaux pluviales, et un choix des matériaux et des énergies utilisés obéissant à une logique de développement durable.

### Climat
Le climat de Saint-Georges-du-Bois est un climat océanique dégradé. À cette distance, l'influence de l'océan est encore perceptible, mais affaibli. La pluviométrie est moins forte que dans les régions du bord de mer.
La ville connaît environ 54 jours de gel par an, 1 824 heures d'ensoleillement dont 249 heures en juillet et 57 heures en décembre. Elle connaît 114 jours de précipitations ce qui représente 678 mm de cumul, dix jours de neige, seize jours avec de l'orage et cinquante et un jours avec du brouillard.
La température record la plus froide était de −21,0 °C le 29 décembre 1964 alors que la température record la plus chaude était de 40,5 °C le 6 août 2003.
| Mois                              | jan. | fév. | mars  | avril | mai   | juin  | jui.  | août  | sep. | oct.  | nov. | déc. | année |
| --------------------------------- | ---- | ---- | ----- | ----- | ----- | ----- | ----- | ----- | ---- | ----- | ---- | ---- | ----- |
| Température minimale moyenne (°C) | 2,1  | 1,8  | 3,8   | 5,6   | 9,4   | 12,4  | 14,2  | 13,8  | 11   | 8,6   | 4,7  | 2,5  | 7,5   |
| Température moyenne (°C)          | 5    | 5,5  | 8,3   | 10,7  | 14,5  | 17,8  | 19,9  | 19,7  | 16,5 | 12,8  | 8,1  | 5,4  | 12    |
| Température maximale moyenne (°C) | 7,9  | 9,1  | 12,8  | 15,7  | 19,5  | 23,1  | 25,5  | 25,5  | 21,9 | 17    | 11,4 | 8,2  | 16,5  |
| Ensoleillement (h)                | 65,4 | 90,9 | 134,3 | 171,4 | 196,7 | 220,1 | 233,7 | 233,6 | 180  | 121,6 | 75,1 | 60,2 | 1 773 |

| Mois                                            | jan. | fév. | mars | avril | mai  | juin | jui. | août | sep. | oct. | nov. | déc. | année |
| ----------------------------------------------- | ---- | ---- | ---- | ----- | ---- | ---- | ---- | ---- | ---- | ---- | ---- | ---- | ----- |
| Précipitations (mm)                             | 67,2 | 50,9 | 54,3 | 53,9  | 63,1 | 46,9 | 56,8 | 42,7 | 52,9 | 66   | 62,7 | 70,2 | 687,6 |
| Nombre de jours avec précipitations             | 11,2 | 9,3  | 10,2 | 9,5   | 10   | 7,3  | 7,6  | 6,5  | 8    | 10,7 | 10,5 | 11,8 | 112,6 |
| dont nombre de jours avec précipitations ≥ 5 mm | 4,5  | 3,6  | 3,8  | 3,9   | 4,2  | 3,1  | 3,4  | 2,8  | 3,7  | 4,3  | 4,2  | 5,2  | 46,7  |

| Mois                            | jan. | fév. | mars | avril | mai | juin | jui. | août | sep. | oct. | nov. | déc. | année |
| ------------------------------- | ---- | ---- | ---- | ----- | --- | ---- | ---- | ---- | ---- | ---- | ---- | ---- | ----- |
| Nombre de jours avec gel        | 9,7  | 10,6 | 6,6  | 2,1   | 0,2 | 0    | 0    | 0    | 0    | 1    | 5,5  | 9,9  | 45,6  |
| Nombre de jours avec neige      | 2,4  | 2,8  | 0,9  | 0,6   | 0,1 | 0    | 0    | 0    | 0    | 0    | 0,5  | 1,3  | 8,6   |
| Nombre de jours avec grêle      | 0,1  | 0,3  | 0,3  | 0,3   | 0,3 | 0,2  | 0    | 0    | 0    | 0    | 0,1  | 0,1  | 1,7   |
| Nombre de jours d'orage         | 0,1  | 0,3  | 0,5  | 1,3   | 2,2 | 2,2  | 2,8  | 2,7  | 1,5  | 0,8  | 0,2  | 0,1  | 14,7  |
| Nombre de jours avec brouillard | 5,5  | 4,7  | 3,2  | 2,6   | 1,8 | 1,4  | 1,6  | 2,6  | 4,2  | 5,6  | 7,1  | 6    | 46,3  |

| Mois                                        | jan.             | fév.            | mars             | avril           | mai             | juin            | jui.            | août            | sep.            | oct.            | nov.            | déc.            | année           |
| ------------------------------------------- | ---------------- | --------------- | ---------------- | --------------- | --------------- | --------------- | --------------- | --------------- | --------------- | --------------- | --------------- | --------------- | --------------- |
| Record de froid (°C) date du record         | −18,2 17/01/1987 | −17 15/02/1956  | −11,3 01/03/2005 | −4,9 07/04/1956 | −3,7 07/05/1957 | 1,6 04/06/1975  | 3,9 08/07/1954  | 3,2 15/08/1956  | −0,5 21/09/1952 | −5,4 28/10/1947 | −12 23/11/1956  | −21 29/12/1964  | −21 29/12/1964  |
| Record de chaleur (°C) date du record       | 17,2 27/01/2003  | 21 28/02/1960   | 24,9 25/03/1955  | 30,3 17/04/1945 | 32,4 27/05/2005 | 37,1 27/06/2011 | 40,4 28/07/1947 | 40,5 06/08/2003 | 34,6 01/09/1961 | 30 03/10/2011   | 21,9 06/11/1955 | 18,3 07/12/1953 | 40,5 06/08/2003 |
| Record de vent (km/h) date du record        | 101 22/01/1995   | 122 03/02/1990  | 97 24/03/1986    | 101 22/04/1996  | 97 07/05/1999   | 101 21/06/1986  | 101 27/07/1983  | 72 12/08/2008   | 83 07/09/1995   | 101 07/10/2009  | 130 26/11/1983  | 126 26/12/1999  | 130 26/11/1983  |
| Record de pluie en 24 h (mm) date du record | 44,2 11/01/1993  | 39,4 25/02/1997 | 34 07/03/1989    | 30 24/04/1949   | 85 31/05/2008   | 49,6 26/06/1958 | 41,6 13/07/2001 | 44,5 07/08/1965 | 52,8 12/09/1967 | 43 03/10/1966   | 49,6 20/11/1965 | 34,9 15/12/1964 | 85 31/05/2008   |

### Voies de communication et transports

#### Voies routières actuelles
Saint-Georges-du-Bois fait partie des nombreuses communes françaises qui se sont développées au bord d'un axe principal.
Pour Saint-Georges-du-Bois, il s'agit de la route départementale 309. Cette route départementale fut plusieurs fois renommée :
- route départementale no 1 par le décret impérial du 16 décembre 1811,
- route nationale 768 de 1933 jusqu'en 1973[17],
- route départementale 309 (ou CD 309) depuis.

Un autre axe routier se raccorde à la route départementale 309 au centre du bourg. Il s'agit de la route départementale 22 (route de Souligné-Flacé) qui s'appelait initialement route de grande communication no  10 par le décret impérial. Elle est tracée en 1840 et le pont franchit l'Orne champenoise depuis 1852.

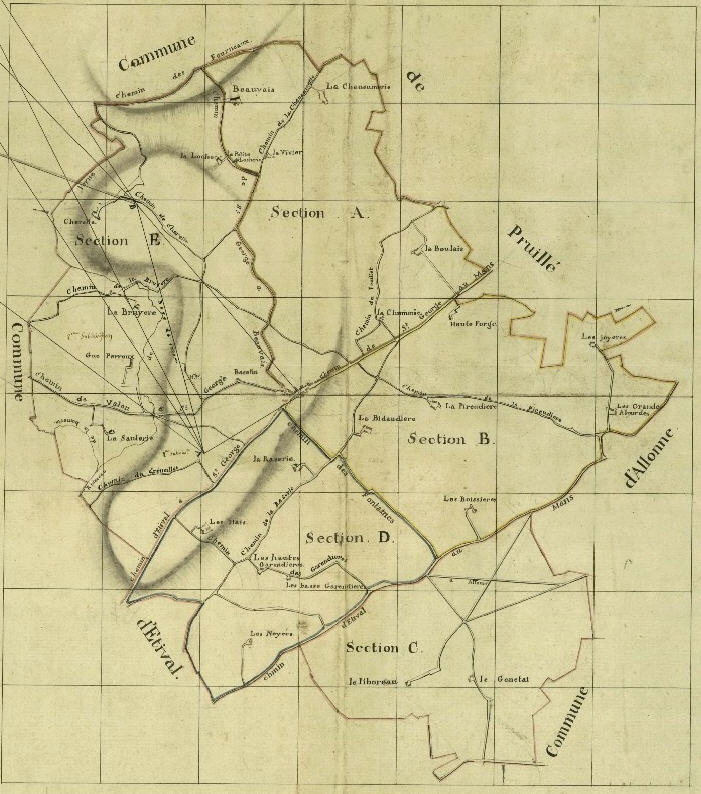
Cadastre napoléonien de Saint-Georges-du-Bois en 1809.

Il convient aussi de signaler que les premiers panneaux indicateurs routiers sont mis en place en 1860, tandis que les plaques indiquant le nom des lieux-dits ont été installées plus de 100 ans plus tard, en 1968.
Enfin, les maisons du bourg recevront une numérotation en avril 1977.
Par ailleurs, au XIXe siècle, la commune se ravitaille sur place afin d'empierrer ces chemins puisqu'une carrière de pierre est exploitée à la ferme de Chérelles.

#### Voies routières anciennes
Les archives départementales de la Sarthe ont permis de retrouver les anciens noms des autres routes de la commune.
Les routes de grande communication :
- no 10 : actuelle route départementale 22 vers Souligné-Flacé ;
- no 11 : actuelle route des « Cinq Routes » passant par la gare ;
- no 26 : actuel chemin de Bel-Air.

Les routes de moyenne communication :
- no 4 : actuelle route d'Étival-lès-le-Mans à Saint-Georges-du-Bois (se raccordant aux « Cinq Routes »).

Les voies communales :
- no 2 : actuelle rue de la Croix Sainte-Apolline,
- no 2 : actuel chemin de Montgré à Allonnes ;
- no 2 : actuelle route du Pavillon tracée en 1874.

L'administration nous faisant la joie d'avoir, au cours de l'histoire, trois chemins no 2 à des endroits différents de la commune.
Les chemins vicinaux :
- no 2 : actuelle route de Saint-Georges-du-Bois aux Cinq Routes (qui fut aussi nommée route de grande communication no 11) ;
- no 3 : actuelle rue des Fouillées ;
- no 4 : actuelle route d’Étival-lès-le-Mans à Allonnes tracée en 1871 ;
- no 6 : actuel chemin de Cherelles ;
- no 7 : actuelle route des Cinq Routes aux Allourdes tracée en 1881 ;
- no 8 : actuelle route de la Croix Sainte-Apolline à Montgré ;
- De Fay : actuelle route de Pruillé-le-Chétif ;
- Des Fontaines : actuelle rue des Fontaines tracée en 1892.

Les chemins ruraux :
- no 1 : actuelle rue des Fontaines tracée en 1892 ;
- no 2 : chemin de La Locherie ;
- no 3 : actuelle route de Pruillé-le-Chétif tracée en 1902 ;
- no 5 : chemin du Gué Perroux à Pruillé-le-Chétif (sans doute chemin de la Fosse aux Loups) ;
- no 8 : actuel chemin des Cinq Routes au Génetay (qui fut aussi nommé route de grande communication no 10) ;
- no 15 : chemin des Hayes au Parc ;
- no 18 : chemin de la Foret à Montgré ;
- no 20 : chemin du petit Pin au Grand Liboreau ;
- no 23 : de la croix Sainte-Apolline à Allonnes (par la Piraudiere) ;
- no 24 : chemin de La Locherie au carrefour de la Chanière ;
- no 25 : actuel chemin de la Cheminée ;
- no 26 : chemin de la Ferme des Roches au carrefour de la Chanière.

Enfin, quelques rues ont changé de nom au cours de l'histoire :
- Rue de la Mare : actuelle impasse de la Mare ;
- Chemin des Sablons : actuelle rue des Fouillées ;
- Rue de Pruillé : rue n’existant plus en face de la rue des Fouillées ;
- Rue de derrière : rue n’existant plus longeant la mairie et descendant dans le bas du bourg.

#### Transport ferroviaire
La voie de chemin de fer Le Mans - Angers traverse la commune. Cette voie est actuellement, entre autres, empruntée par le TGV Atlantique
(voir la gare 47° 57′ 31,32″ N, 0° 06′ 46,88″ E).
Elle est créée en 1863 par la Compagnie des chemins de fer de l'Ouest.
Demandée en août 1864, maintes fois refusée, une halte ferroviaire est créée au passage à niveau no 5 (lieu-dit le Genetay) et inaugurée par le préfet le 12 août 1900 afin de desservir Allonnes, Étival-lès-le-Mans et Saint-Georges-du-Bois.
Les trains s'arrêtent à Saint-Georges-du-Bois jusqu'en septembre 1971.
Le passage à niveau no 5 est supprimé en octobre 1979. Il s'agit du seul point de passage direct pour les habitants de l'extrémité sud de la commune, qui doivent, dorénavant, faire un détour d'environ 2,5 km) pour rejoindre le bourg.

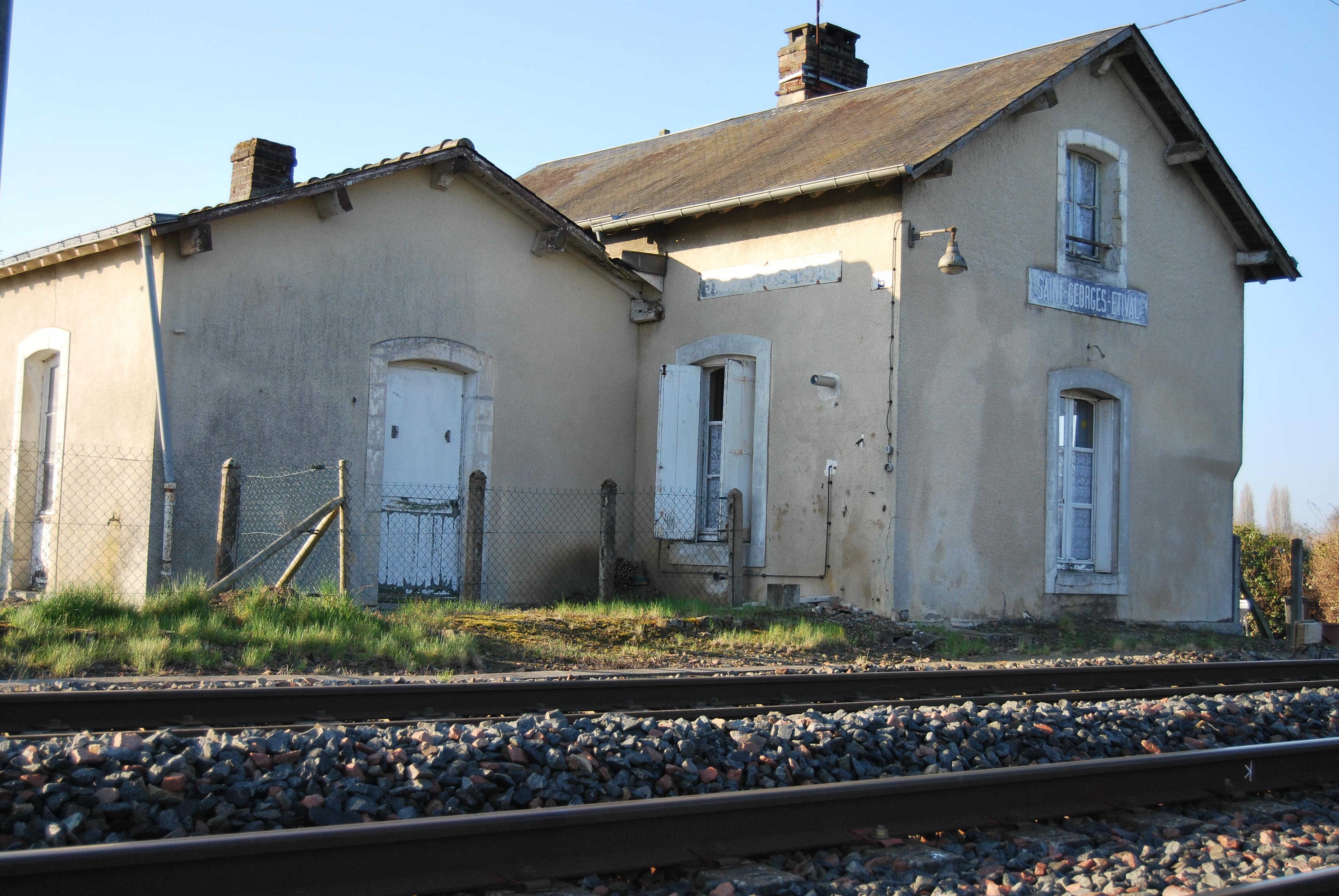
La gare.

De nombreux projets de voies ferrées concernent ensuite la commune, mais aucun n'est réalisé :
- En août 1876, existe un projet de ligne de tramway Le Mans - Loué qui traversera la commune,
- En août 1882, le projet initial de ligne de tramway Le Mans - St Denis d'Orques traverse la commune. Ce projet est modifié et emprunte finalement la route de Laval,
- En juillet 1891, la commune demande un léger détour afin que la future ligne de tramway Le Mans - Cérans Foulletourte fasse un arrêt au niveau de la croix Sainte Apolline. Le trajet sera modifié et ne passera plus par la commune,
- En juin 1997, le projet de ligne à grande vitesse Bretagne envisage un passage au nord de la commune. Ce projet a depuis été modifié.

#### Transports en commun
Saint-Georges-du-Bois est desservie par les Transports Interurbains de la Sarthe (TIS). Les bus de la ligne 8 (Sablé sur Sarthe - Le Mans) font deux arrêts sur la commune lors de leurs huit passages quotidiens.
Plusieurs lignes de transports scolaires emmènent les élèves à Allonnes au collège le Marin, au collège John-Fitzgerald-Kennedy ou au lycée André -Malraux. Une autre ligne les conduit au groupe scolaire Saint-Joseph-Lorraine de Pruillé-le-Chétif.

## Urbanisme

### Typologie
Au 1er janvier 2024, Saint-Georges-du-Bois est catégorisée bourg rural, selon la nouvelle grille communale de densité à sept niveaux définie par l'Insee en 2022.
Elle appartient à l'unité urbaine de Saint-Georges-du-Bois, une unité urbaine monocommunale constituant une ville isolée,. Par ailleurs la commune fait partie de l'aire d'attraction du Mans, dont elle est une commune de la couronne,. Cette aire, qui regroupe 144 communes, est catégorisée dans les aires de 200 000 à moins de 700 000 habitants,.

### Occupation des sols
L'occupation des sols de la commune, telle qu'elle ressort de la base de données européenne d’occupation biophysique des sols Corine Land Cover (CLC), est marquée par l'importance des territoires agricoles (86,8 % en 2018), en diminution par rapport à 1990 (91,7 %). La répartition détaillée en 2018 est la suivante : 
prairies (51,2 %), terres arables (27,7 %), zones urbanisées (12,1 %), zones agricoles hétérogènes (7,9 %), forêts (1,1 %). L'évolution de l’occupation des sols de la commune et de ses infrastructures peut être observée sur les différentes représentations cartographiques du territoire : la carte de Cassini (XVIIIe siècle), la carte d'état-major (1820-1866) et les cartes ou photos aériennes de l'IGN pour la période actuelle (1950 à aujourd'hui).

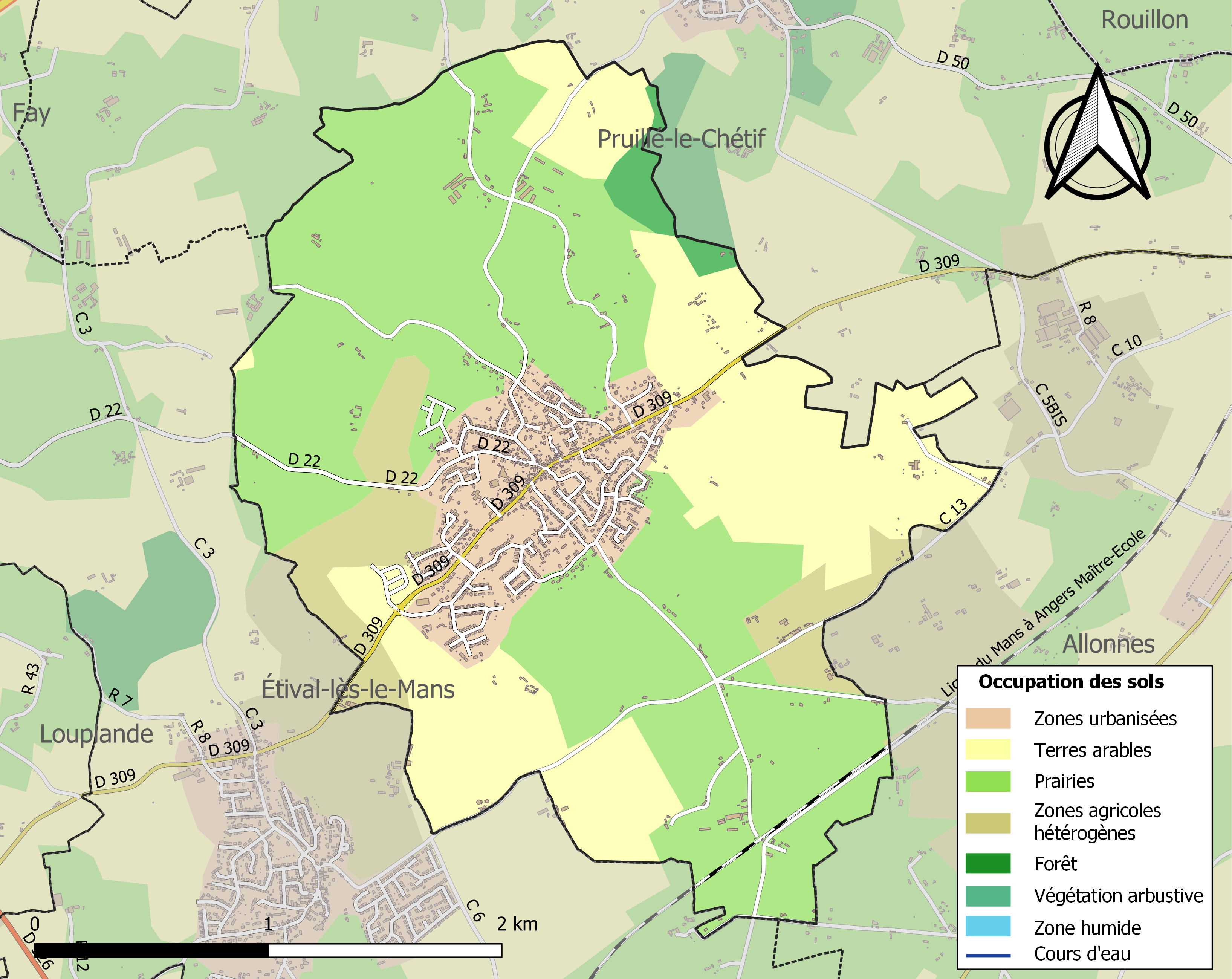
Carte des infrastructures et de l'occupation des sols de la commune en 2018 (CLC).

### Morphologie urbaine
Même si la commune est de petite superficie (723 ha), de très nombreuses fermes s'y sont installées. Ainsi, ce ne sont pas moins de 76 lieux-dits qui y sont encore recensés.
Entre la route du Mans (CD 309) et la route de Pruillé-le-Chétif (CR 3), on trouve : Ardriers (les), Bel-Air, Boulaie (la), Champfleury, Chaussumerie (la), Cheminée (la), Chevrons (les), Forge (la), Fouillés (les), Grande Gate lLa), Kledy, Poulardière (la), Roche (la), Rosiers (les), Sablière (la), Tamaris (les), Vallée (la) et Vivier (le).
Entre la route de Pruillé-le-Chétif (CR 3) et la route de Souligné-Flacé (CD 22), on trouve : Bruyère (la), Champ du Cormier (le), Champ Mignerai (le), Chérelle, Fleuprie (la), Grand Beauvais (le), Grande Locherie (la), Gué Perroux (le), Liard (le), Magnolias (les), Mésangère (la) et Petite Locherie (la).
Entre la route de Souligné-Flacé (CD 22) et la route d'Étival-lès-le-Mans (CD 309), on trouve : Cantinière (la), Champ des Bruyères (le), Maison du Gué (la), Petite Saulerie (la) et Pièce du Milieu (la).
Entre la route d'Étival-lès-le-Mans (CD 309) et le chemin des cinq routes (VC 2 puis VC 8), on trouve : Basses Garandières (les), Blanchardière (la), Chaleries (les), Champs des Landes (le), Croix (la), Garandières (les), Genetay (le), Grand Jardin (le), Grand Libroreau (le), Hautes Garandières (les), Hayes (les), Herpinière (la), Petit Liboreau (le), Petit Pin (le), Petite Lande (la), Petit Parc (le), Raserie (la) et Yuccas (les).
Entre le chemin des cinq routes (VC 2 puis VC 8) et la route du Mans (CD 309), on trouve : Alourdes (les), Bideaudière (la), Boissières (les), Bourgeons (les), Champ du Poirier (le), Cytises (les), Floralies (les), Grandes Alourdes (les), Haute Forge (la), Joyères (les), Lande Du Pavillon (la), Landes (les), Lilas (les), Maison Neuve, Montgré, Noyers (les), Pastorale (la), Petit Chanteloup (le), Piraudière (la), Point du Jour (le), Quatre Ventes (les), Sapinière Du Pavillon (la) et Tournes (les).
Au fil des années, quelques écarts ont été avalés par le développement du bourg ou ont disparu. Ainsi, la Courroye est la maison située à l'angle de la rue du Mans et de la rue du Château-d'Eau, le Bassetin est la maison bourgeoise situé rue de Souligné, de Trompe-Souris, il ne reste que quelques ruines sur le bord du chemin du Calvaire (47° 58′ 29″ N, 0° 05′ 32″ E), le Fouillet est le hangar situé à la sortie du bourg (à gauche) sur la route de Pruillé-le-Chétif (47° 58′ 36″ N, 0° 05′ 52″ E).

### Logement
Comme pour la démographie, le nombre de logements a fortement augmenté en 40 ans. De 193 logements en 1968, le nombre est passé à 711 en 2008, dont 678 sont des résidences principales. La très grande majorité, 98,5 % (700 logements), sont des maisons individuelles.
Sur 678 résidences principales (en 2005), 14,3 % (95 logements) d'entre eux datent d'avant 1949. Ce sont surtout de petites maisons de bourg ou des fermes isolés. Suit une période de forte construction avec 17,9 % (119 logements) entre 1949 et 1974, 43,2 % (287 logements) entre 1975 et 1989, 24,7 % (164 logements) entre 1990 et 2005.
Ce sont principalement, 61,2 %, des logements de cinq pièces et plus. Inversement, il n'existe qu'un seul studio et que 18 deux pièces sur la commune.
Depuis le début des années 2000, les constructions ont repris sur la commune, dans le but principal de stabiliser la population et les effectifs scolaires. Ainsi, ce sont les lotissements du Bassetin (cinquante-trois pavillons), Trompe-Souris (sept pavillons), Pasteur (sept appartements et huit pavillons) et le Clos des Cèdres 1 et 2 avec quatorze pavillons qui sont sortis de terre. Enfin, depuis 2007, c'est le lotissement de Parc des Hayes qui sort de terre, avec 156 logements à terme. Vingt sont des logements en accession à la propriété (livrés en 2011), et dix-neuf seront des appartements répartis dans 4 petits collectifs (début de la construction prévu en 2012). Une cinquantaine de logements sont terminés (au 19 septembre 2011).

### Projets d'aménagements
Il existe plusieurs projets d'aménagement en cours, mais un seul peut être considéré comme projet majeur : le PLU.
Le POS (plan d'occupation des sols) actuel, qui date de 2002, va prochainement entrer en fin de vie et se transformer, avec le lancement d'ici 2014 des études, pour le prochain PLU (plan local d'urbanisme). En effet, la loi SRU ainsi que le Grenelle de l'Environnement imposent de nouvelles règles qui imposeront le passage au PLU pour gérer certains problèmes d'urbanisme. Néanmoins, les terrains aménageables sur la commune sont encore suffisants pour tenir plusieurs années.
Les autres projets que l'on peut nommer sont de moindres importances. À la suite du déménagement de la bibliothèque en janvier 2011 libérant le rez-de-chaussée de la mairie, des travaux de réaménagement de la mairie sont en cours d'étude.
Un projet à terme plus lointain concerne la création ou la modification des chemins de randonnées : suppression des portions actuelles sur les routes et création de portions protégées en parallèle, connexion avec les chemins des communes limitrophes, création d'un chemin protégé afin d'accéder au parc de la Rivière, création d'une ronde verte autour de la commune (une grande partie existe déjà) et liaison avec le Boulevard vert du Mans.
Le schéma directeur de la région mancelle de 2001 prévoit un projet de rocade qui relierait Allonnes à l'Université en desservant la zone péri-urbaine ouest du Mans, dont Saint-Georges-du-Bois. Mais ce projet est actuellement bloqué du fait du refus de la commune de Rouillon de voir cette rocade traverser son territoire.

## Toponymie

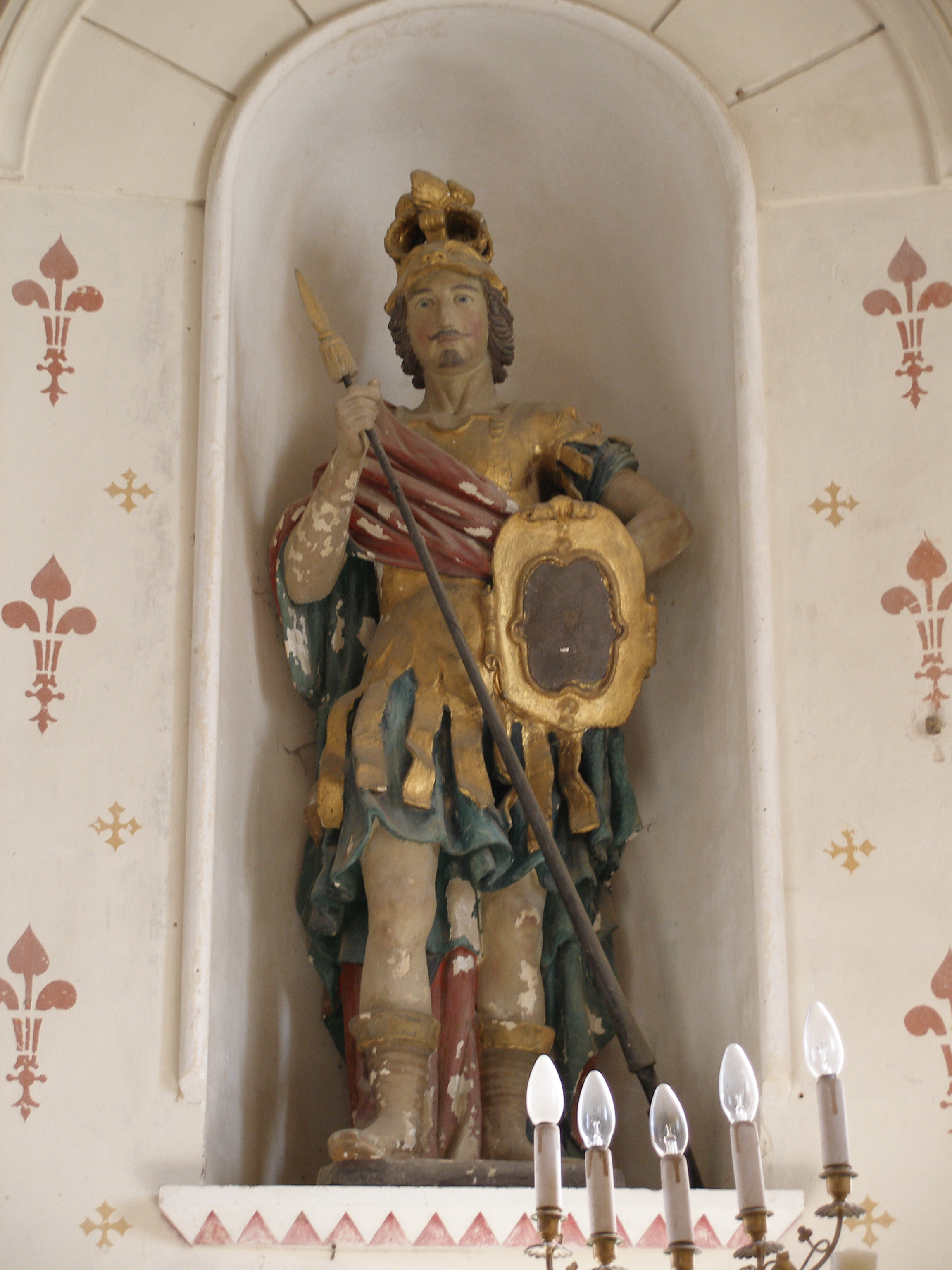
Statue de saint Georges dans l'église de Saint-Georges-du-Bois.

La commune tire son nom du saint patron de la paroisse et de son ancienne situation au milieu des bois. Saint-Georges était une forêt séparée par une petite route (actuelle route de Sablé-sur-Sarthe).
D'après l'ouvrage Noms de personne sur le territoire de l'ancienne Gaule du VIe au XIIe siècle, Tome 3, des traces de l'existence de la commune datent de 1131. La commune s'appelle alors Sanctus Georgius de Nemore ou Seu de Bosco, puis en 1289, Seint Jorge.
Malgré le fait que les termes saint Georges (les communes ayant Saint-Georges dans leur nom) ou bois (les communes ayant bois dans leur nom) soient très utilisés pour les noms de communes, il n'existe que peu de Saint-Georges-du-Bois.
Trois existent en France, et une seule à l'étranger : San Giorgio in Bosco en Italie.
La commune est ensuite connue sous, au moins, trois noms français différents.
Le plus vieux nom retrouvé aux archives départementales de la Sarthe est Saint Georges le Grand (ou Saint George Le Grand sur les cartes de Cassini). Ce nom est utilisé sur le plus ancien des registres paroissiaux en 1671 et il semble changer officiellement en 1692. Mais, sur les pages manuscrites des registres, il est encore utilisé au milieu du XVIIIe siècle.
Le Grand Saint Georges, est plus à considérer comme un usage de l'époque. En effet, ce nom a été utilisé lors de la pose des panneaux indicateurs routiers en octobre 1860, mais celui-ci n'a jamais été un nom officiel ; aucun document officiel ne l'utilise. Néanmoins, on le trouve sur les parties manuscrites des registres paroissiaux pendant plus de cent ans.
Le nom officiel de la commune est Saint-Georges-du-Bois, depuis la création des communes sous la Révolution.

## Histoire

### Héraldique
| Blason de Saint-Georges-du-Bois | Blason  | D'azur, à un bois d'argent ; au chef d'argent, chargé d'une croix de gueules. |
| Blason de Saint-Georges-du-Bois | Détails | - Créé afin de se démarquer du blason présent dans l'église qui n'a jamais été celui du bourg, mais bele et bien celui d'un religieux de l'église, les blasons communaux n'étant pas présents dans les édifices religieux: L'azur symbolise la rivière de l'Orne champenoise qui traverse le territoire communal. Le bois reprend une partie du nom du village. Le chef est aux couleurs de saint Georges qui se représente de plusieurs manières: soit en train de terrasser le dragon, soit le dragon seul, ou alors la croix rouge sur fond d'argent reprenant le dessin figurant sur son bouclier, et qui est le symbole de l'Angleterre dont il est le saint patron. L'association chef plus bois constitue ce que l'on appelle des armes parlantes en héraldique, c'est-à-dire que le nom du sujet est repris comme un rébus par les dessins du blason. Les ornements sont deux gerbes de blé d'or, mises en sautoir par la pointe et liées du champ afin d'honorer l'agriculture communale. Le listel d'argent porte le nom de la commune en lettres majuscules de sable. La couronne de tours dit que l’écu est celui d’une commune ; elle n’a rien à voir avec des fortifications. Le statut officiel du blason reste à déterminer. |

| Anciennes armes de Saint-georges-du-Bois | De gueules, à la crosse d'or accosté à dextre d'une palme du même, et à senestre d'une palme d'argent. |

Une trace de l'ancien blason de la commune existe toujours dans la commune. Il se trouve dans l'église, au centre de la balustrade de la tribune. Comme la commune a deux martyrs pour patrons, il est de gueules (rouge) à la crosse d’or (pour rappeler que l’abbesse du Pré est présentatrice à la cure), avec à droite de la crosse une palme d’or pour saint Georges et, à gauche, une palme d’argent pour sainte Apolline.

### Des Cénomans à la Révolution
L'histoire de Saint-Georges-du-Bois est assez récente.
Cependant, des traces de cubilots romains en pierre sont trouvées lors de terrassements de nouveaux lotissements (Le Parc des Hayes) (47° 58′ 01″ N, 0° 05′ 41″ E). Leur datation au carbone 14 (2000 à 2300 ans) prouvent la présence humaine sur la commune dès l'âge du fer.
Les recherches effectuées par Marie-Thérèse Morlet pour son ouvrage Noms de personne sur le territoire de l'ancienne Gaule du VIe au XIIe siècle, Tome 3, indiquent les premières traces écrites de l'existence de la commune vers 1131.
D'après Le Patrimoine des Communes de la Sarthe, « Au Moyen Âge, le village s'est développé autour de son église, qui dépend alors de l'abbaye Saint-Julien-du-Pré au Mans, et qui possède un prieuré sur la paroisse. En 1626, une maladie contagieuse, peut-être la peste, se déclare au Mans et à Saint-Georges-du-Bois. Les magistrats de la ville du Mans décident alors, que les pauvres et les malades de la paroisse seront nourris aux dépens de la ville, et, ils défendent aux religieux et aux habitants de Saint-Georges-du-Bois de retirer des objets des maisons touchées par la contagion ».
La fin du XVIIIe siècle est très animée à Saint-Georges-du-Bois. En effet, pendant la chouannerie, Saint-Georges-du-Bois est un lieu de rendez-vous habituel des insurgés. Deux faits principaux sont relatés dans les ouvrages du XIXe siècle. Le 4 nivôse an IV (25 décembre 1795), 500 chouans attaquent un détachement de 45 militaires républicains afin de libérer six prévenus accusés de viols et d'assassinats. Le combat dure plusieurs heures entre Saint-Georges-du-Bois et Souligné-Flacé et cause de nombreux morts et blessés.
Le 12 octobre 1799, le gros de l'armée des chouans arrive de La Suze et s'arrête à Saint-Georges-du-Bois afin de préparer, au calme, l'attaque du Mans en coordination avec les troupes arrivant par Pontlieue et par la route de Laval. L'armée, sous les ordres du comte de Bourmont, entre le 13 octobre 1799 dans Le Mans puis retourne le soir à son campement de Saint-Georges-du-Bois. Le lendemain, une colonne de 1500 hommes revient au Mans avec le chevalier de Tercier, mais le général en chef, le comte de Bourmont, fatigué, reste au campement. L'armée des chouans reste, en tout, trois jours à Saint-Georges-du-Bois avant de repartir vers d'autres villes.

### LeXIXesiècle

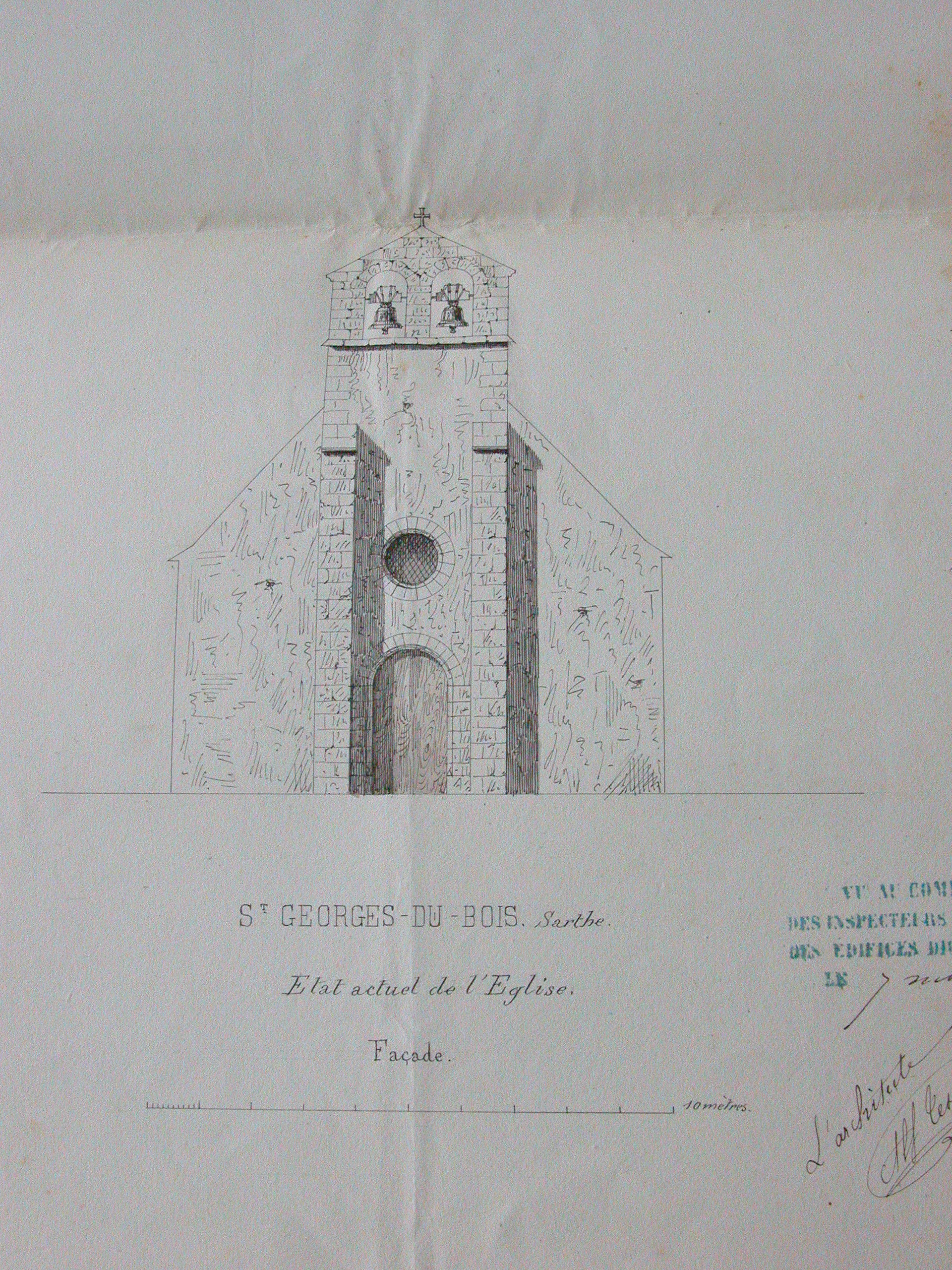
L'ancienne église jusqu'en 1855.

Le XIXe siècle voit la population boisgeorgienne progresser jusqu'en 1850, puis reculer dans la seconde moitié du siècle. Les causes semblent être, d'après les registres de conseils municipaux, des problèmes d'approvisionnement en eau, de ressources financières, et parfois de maladies.
En 1816, la commune achète une fontaine afin de lui donner un accès public : c'est la première ressource en eau fiable et publique de la commune. Ça sera la seule pendant 140 ans.
L'étude pour installer un lavoir sur les berges de l'Orne champenoise est entamée en 1855. Le lavoir est construit en 1858 ; un barrage est installé en 1861. Le lavoir et le barrage sont plusieurs fois détruits par des crues de la rivière.
Côté routes, ce n'est qu'en 1840 que la route de grande communication no 10 (actuelle route de Souligné-Flacé) est tracée permettant de rejoindre Loué. Puis, en 1852, le pont sur l'Orne champenoise est mis en place, finissant la partie boisgeorgienne de cet axe. Le tracé du chemin vicinal no 2 est lancé en 1874 (actuelle route du Pavillon entre Saint-Georges-du-Bois et Allonnes). La fin du siècle voit une accélération des travaux routiers avec la construction de nombreux sentiers, chemins ou routes, afin de quadriller la commune et de faciliter les accès entre les fermes et le bourg.

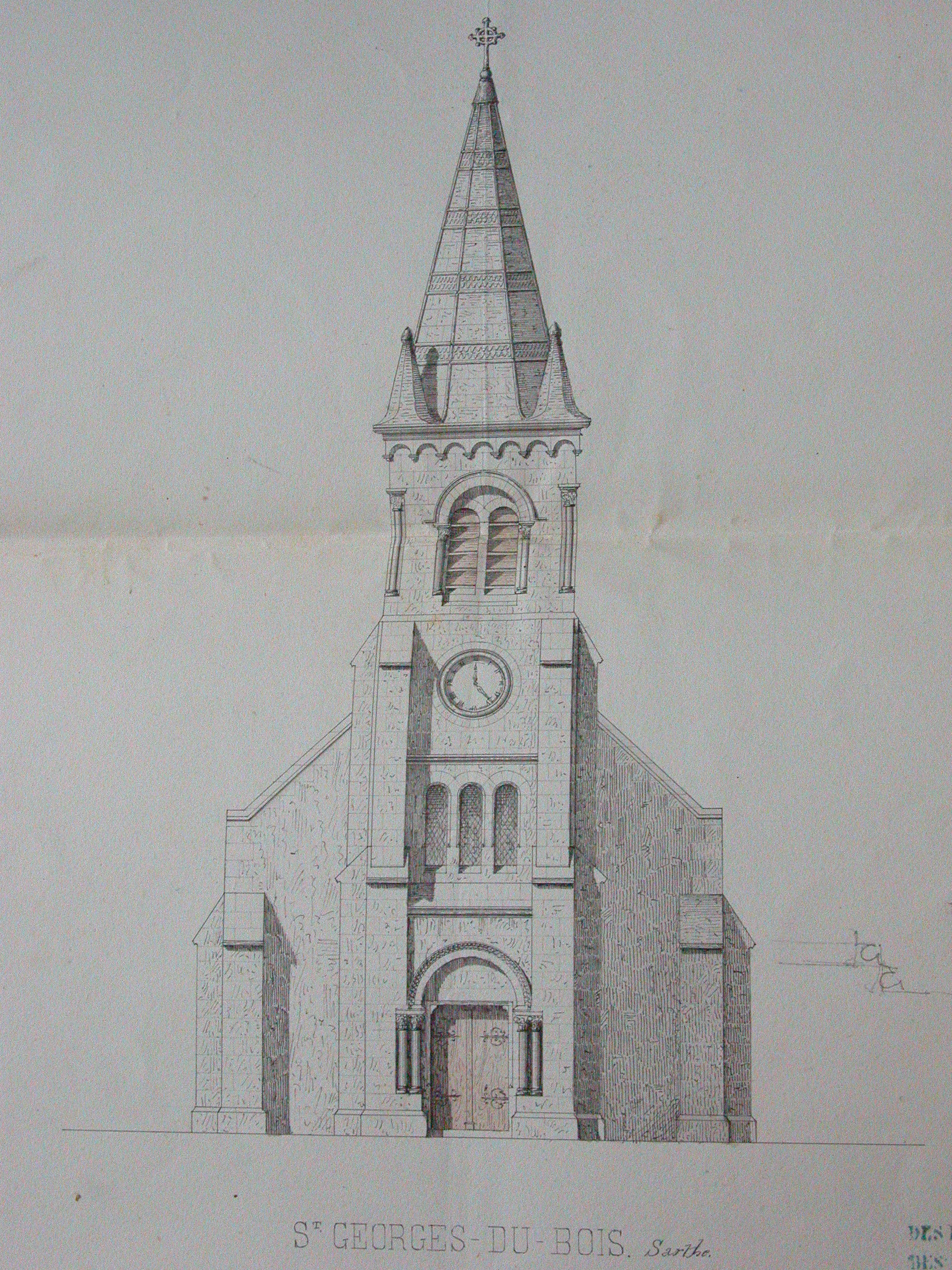
Projet non retenu de façade de l'église en 1854.

L'année 1848 voit le lancement de grands changements dans la commune. Tout d'abord, le cimetière change d'emplacement. Jusqu'alors situé devant l'église, il part route de Sablé-sur-Sarthe à son emplacement actuel. Le mur d'enceinte est édifié en 1851 et les anciennes tombes déplacées en 1855. Puis, grâce à l'espace libéré, et malgré un manque chronique de ressources financières, la commune lance un projet majeur en 1854 : l'agrandissement de l'église. Les travaux sont terminés en 1859, mais de nombreuses malfaçons et dégradations obligent la commune à de très nombreux travaux (pierres gelées, beffroi vermoulu).
En 1851, la commune loue une première maison (de Mlle Rose Hulot) afin de créer l'école communale de garçons. Elle accueille aussi les filles en 1852. Grâce à des subventions impériales, cette maison est achetée en 1862. Puis, en 1866, l'école devenant trop petite, la commune loue un nouveau bâtiment pour établir une seconde école sur Saint-Georges-du-Bois : l'école des filles.
Finalement, en 1883, la commune achète le terrain du 26 rue de Sablé (à Mme Molière) afin d'édifier l'école des filles. Celle-ci est inaugurée, après de nombreux palabres, en 1889.
En 1863, la voie de chemin de fer Le Mans - Angers traverse le sud de la commune (voir la section transport ferroviaire), mais il faut attendre 36 ans pour pouvoir prendre le train à la gare de Saint-Georges-du-Bois.
En mars 1898, une bascule publique est installée sur la place de l'Église.
L'année 1900 termine en fanfare le XIXe siècle.
En effet, en février, le conseil municipal donne son accord pour le rattachement au réseau téléphonique départemental ; mais ce n'est qu'en septembre 1944 que le téléphone arrive à la mairie.
Autre évènement d'importance pour l'année 1900, la halte ferroviaire, attendue depuis 36 ans, est inaugurée par le préfet de la Sarthe le 12 août 1900. L'arrêt à cette gare est supprimé en septembre 1971, et le passage à niveau du Genetay en octobre 1979. Les Boisgeorgiens habitant derrière la voie ferrée doivent maintenant faire un grand détour pour rejoindre le bourg (4 à 5 km supplémentaires).

### LeXXesiècle
L'année 1908 voit la création d'une recette buraliste dans la commune. La maison servant de recette buraliste est achetée en février 1921 par la commune puis reconstruite. Un véritable bureau de poste ouvre en avril 1923.
La mare communale de l'Homond, située actuelle impasse de la Mare, asséchée depuis des années est vendue en août 1910. Le château d'eau est construit en 1956, permettant, enfin, l'arrivée de l'eau potable et courante dans la commune. Quelques mois plus tard, le lavoir, situé sur l'Orne champenoise, est détruit.
Onze ans après l'enquête de concession d'éclairage publique, la commune adhère au syndicat intercommunal électrique du nord du Mans et extensions en 1924. Les bâtiments communaux sont électrifiés en juin 1932, tandis que l'éclairage public est installé en janvier 1935. La commune ne commence à électrifier les écarts du bourg qu'en août 1949, avec une première ferme : la Grande Locherie.
La première route goudronnée de la commune est le chemin de grande communication no 26 (actuel chemin de Bel-Air) en mars 1928. Il s'agit vraisemblablement de l'entrée dans le bourg par la route de Pruillé-le-Chétif.

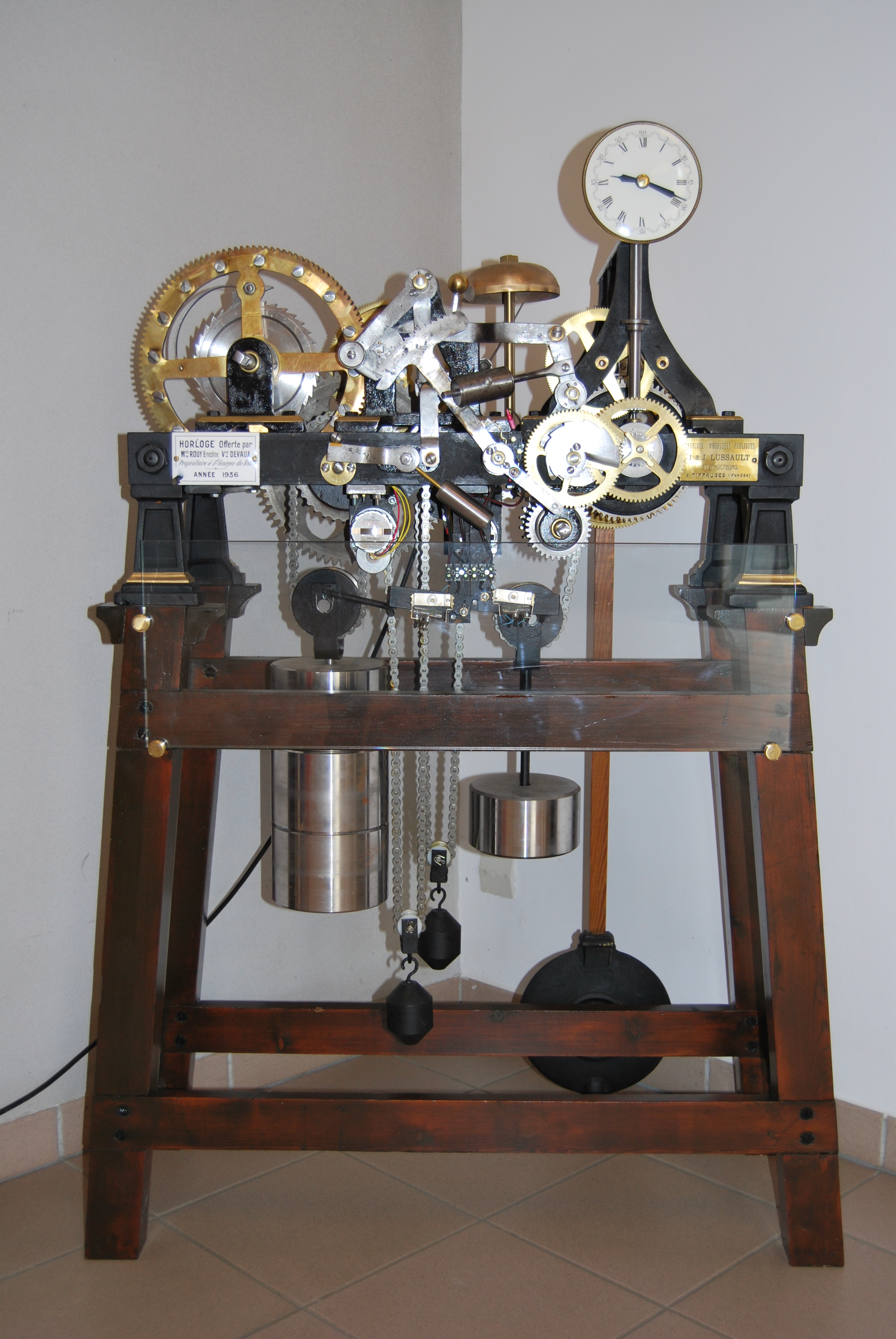
Ancienne horloge de l'église.

En janvier 1936, Mme Devaux fait le don d'une horloge pour l'église. Malheureusement, le clocher est bombardé en 18 juin 1940 et l'horloge cesse de fonctionner. Cette horloge se trouve maintenant dans la salle du conseil municipal, complètement rénovée par Didier Choplin, restaurateur d'horloges anciennes à Chaufour-Notre-Dame.
Détail amusant : le coq de l'église étant en très mauvais état, le conseil municipal décide le 11 décembre 1950 de descendre celui-ci à coup de fusil.
Le presbytère, qui faillit être rasé, est complètement rénové. Son inauguration a lieu le 22 septembre 1996, par M. François Fillon, ministre délégué chargé de la Poste, des Télécommunications et de l'Espace.
Au lendemain triste de la Première Guerre mondiale, le monument aux morts est érigé devant l'église en mai 1920, avec plusieurs dizaines de morts inscrits pour cette petite commune d'alors avec moins de 500 habitants. Il est déplacé en mars 1997 sur l'arrière de l'église lors du réaménagement de la place. La fin de la Seconde Guerre mondiale pour Saint-Georges-du Bois, a lieu le 8 août 1944. Sur le chemin entre Château-Gontier et Le Mans, la commune est libérée par la 2e division blindée du général Leclerc qui libère Le Mans dans la foulée puis Alençon quatre jours plus tard.
L'école de filles (actuelle ancienne partie de l'école maternelle) est construite en 1952. De nombreux travaux s'ensuivent afin d'agrandir les deux écoles (de garçons et de filles) jusqu'en 1963. La nouvelle école maternelle est achevée en juillet 1976. Le chauffage central est installé en même temps sur l'ancienne partie. La nouvelle école primaire ouvre en 1981.
La bascule publique, installée en 1898 place de la Mairie, inutilisée depuis des années, est vendue à M. Leffray d'Étival-lès-le-Mans en février 1960.
Les premiers travaux d'assainissement du bourg ont lieu en août 1965, faisant même écrouler une maison. La station d'épuration, intercommunale avec Étival-lès-le-Mans, est inaugurée en juin 1974. Les grands travaux continuent au printemps 1988, avec l'arrivée du gaz de ville dans la commune, puis en mai 1993, la nouvelle mairie est inaugurée. Elle est toujours installée dans l'ancienne école devenue trop petite et nécessite de nombreux travaux d'aménagement. La décision de la reconstruire est alors préférée.
Le premier bulletin municipal, trimestriel à l'époque, parait en mai 1977.

### LeXXIesiècle
Le XXIe siècle n'en est qu'à ses premières années. Aussi, il n'est pas facile d'avoir vraiment un recul sur les évènements importants de ces 10 années.
Jusqu'en 2003, cela ne gêne personne : l'école de Saint-Georges-du-Bois n'a pas de nom. Aussi, à la suite d'une suggestion du conseil d'école, l'école est baptisée groupe scolaire Trompe-Souris le 13 février 2003, du nom de la ferme qui exploitaient les champs ou se trouve l'école. Puis, après de nombreuses années d'étude, de recherche de financement, la nouvelle cantine est construite, suivant les normes HQE. En même temps, de nombreux travaux sont effectués sur le domaine scolaire : maternelle rénovée, nouveau préau, nouvel accueil périscolaire. Tout cet ensemble est finalement inauguré le 13 octobre 2007 par François Fillon (Premier ministre), Roland du Luart (président du conseil général de la Sarthe) Marc Joulaud (député) Michel Camux (préfet de la Sarthe).
Côté infrastructure, en juin 2004, Saint-Georges-du-Bois est relié au monde numérique. L'ADSL arrive avec difficulté (pétition, réunion) sur la commune. Mais, dans le même temps, c'est le bureau de poste qui ferme ses portes le 31 décembre 2006 à la suite d'une décision unilatérale de la direction de La Poste. Une agence postale communale est créée dans les locaux de la mairie et ouvre le 2 janvier 2007.
Depuis plus de 30 ans, il existait un commerce alimentaire de proximité sur la commune. Celui-ci, d'abord autonome, est soutenu et aidé plusieurs fois par la commune. Changeant de nombreuses fois de propriétaires, de gérants et d'enseigne (la commune a même racheté les murs qu'elle louait au commerçant). Malgré cela, le commerce ferme définitivement ses portes en 2005. Aussi, l'ouverture, le 22 août 2007, d'une supérette de 700 m2 relance enfin le commerce d'alimentation.
En travaux pendant toute l'année 2009, le centre bourg de la commune subit un profond changement. En effet, sur près de 700 m, ce sont tous les réseaux qui sont rénovés ou remplacés : eau pluviale, eau potable, assainissement, enfouissement des réseaux électrique et téléphonique. Puis, lors de l'étude de la réfection des chaussées et trottoirs, un chapitre sécurité a été décidé le 20 juillet 2009 : création d'une zone 30, changement des priorités, bande de roulement silencieuse, accès handicapés. La seconde phase, en 2010, a continué ce chantier sur plusieurs centaines de mètres.

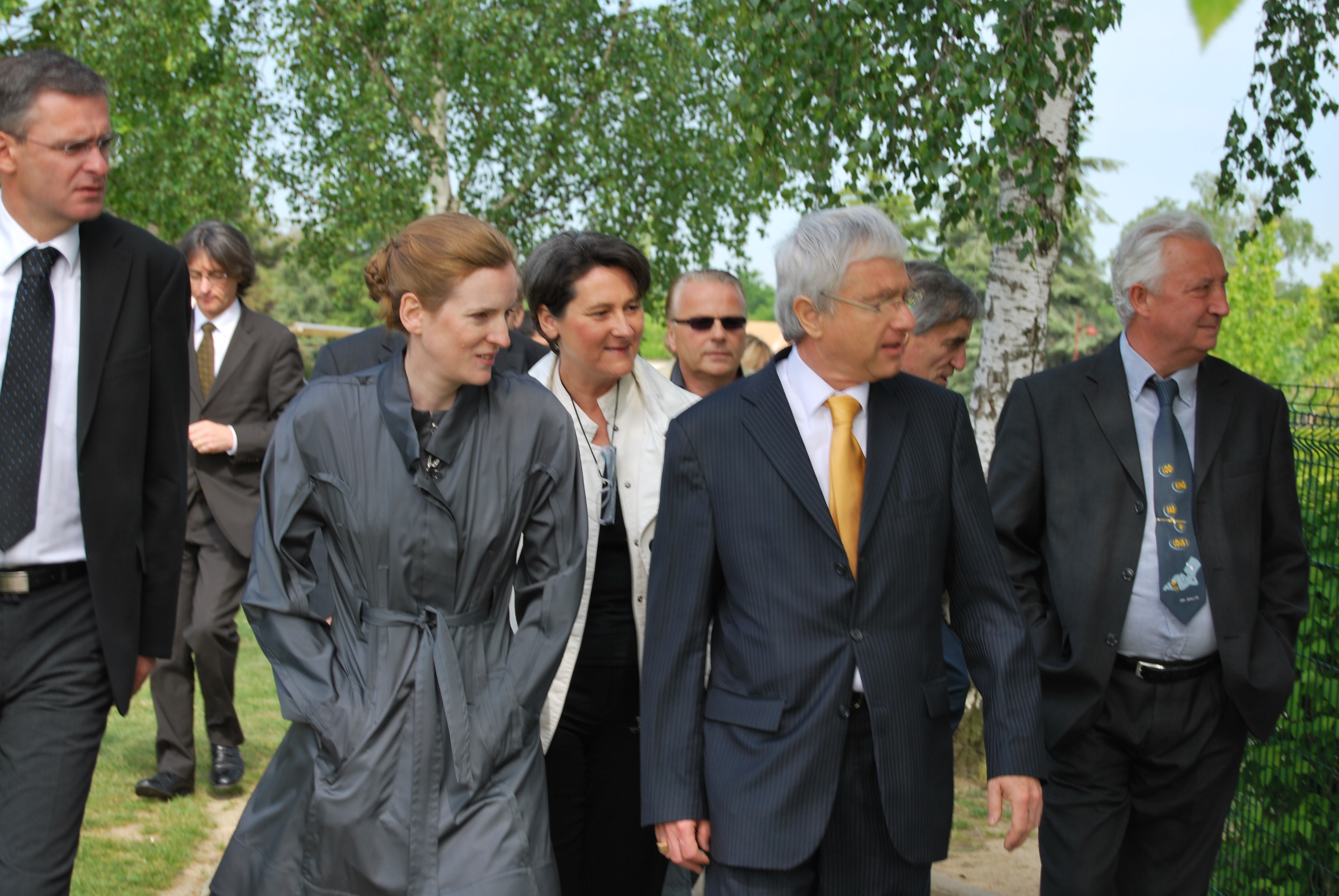
Marc Joulaud député, Nathalie Kosciusko-Morizet secrétaire d'État, Fabienne Labrette-Ménager député, Franck Breteau maire, Jacky Bailly 1er adjoint le 18 mai 2010.

Enfin, dernier gros chantier de la commune : la nouvelle station d'épuration. Depuis ses débuts, la station traite les eaux d'assainissements des communes d'Étival-lès-le-Mans et de Saint-Georges-du-Bois. Arrivé à saturation, et ne respectant pas les futures normes européennes, elle est entièrement modifiée et ses effluents sont depuis en dessous des futures normes. La station est inaugurée le 19 septembre 2009.
18 mai 2010 : la télévision analogique s'arrête dans les Pays de la Loire, dont Saint-Georges-du-Bois fait partie. Nathalie Kosciusko-Morizet, secrétaire d'État à la Prospective et au Développement de l’économie numérique, après avoir visité le centre d'appel de Tous au numérique, situé au Mans, vient sur Saint-Georges-du-Bois afin de constater les actions concrètes engagées. Saint-Georges-du-Bois a été choisi par la ministre pour les actions que la commune a mises en œuvre afin d'aider les personnes âgées ou en difficulté face à la TNT.

## Politique et administration

### Tendances politiques et résultats
Lors de ces deux dernières élections municipales, la liste complète de dix-neuf conseillers municipaux a été élue au premier tour de scrutin.

### Administration municipale
Le maire est secondé par cinq adjoints.

### Liste des maires

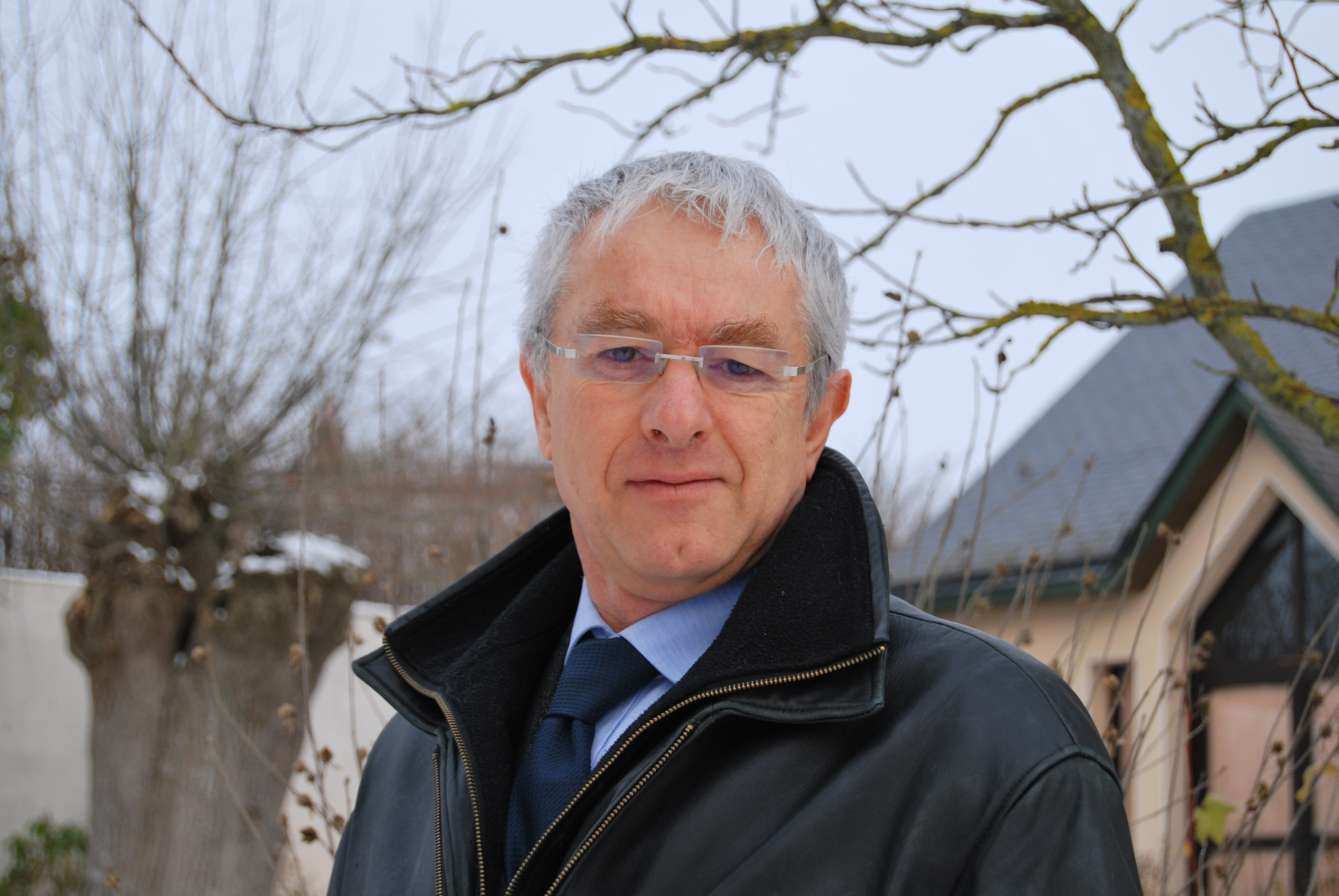
Franck Breteau en janvier 2010.

Depuis 1971, quatre maires se sont succédé :
| Période         | Période                   | Identité          | Étiquette | Qualité                                |
| --------------- | ------------------------- | ----------------- | --------- | -------------------------------------- |
| 21 mars 1971    | 18 mars 1983              | Georges Bouvet    |           |                                        |
| 18 mars 1983    | 29 octobre 1985           | Marcel Juhel      |           |                                        |
| 29 octobre 1985 | 23 juin 1995              | Huguette Fourmont |           | Retraitée                              |
| 23 juin 1995    | En cours (au 28 mai 2020) | Franck Breteau    | DVD       | Président de la communauté de communes |

### Intercommunalités
La commune fait partie de :
- La communauté urbaine Le Mans Métropole depuis 2017,
- Le SIVOM des Hayes Assainissement créé avec Étival-lès-le-Mans afin d'exploiter la station d'épuration intercommunale,
- Le Syndicat du Parc de la Rivière créé avec Étival-lès-le-Mans afin de gérer le plan d'eau de la Rivière, il est créé le 26 février 2009,
- Le SIDERM (Syndicat des eaux de la région mancelle).

Et via la CCBC :
- Le Syndicat mixte du Pays du Mans[39],
- Le SDIREM (Syndicat mixte du schéma directeur de la Région mancelle),
- Le Syndicat mixte pour le Stationnement des Gens du Voyage de la Région Mancelle,
- Le Syndicat mixte des Portes Cénomanes (CRD),
- Le Syndicat de l’Orne champenoise,
- L'association Ceinture verte,
- La PAIO.

Depuis le 31 mai 2008, une commission intercommunale (entre Saint-Georges-du-Bois et Étival-lès-le-Mans) travaille sur toutes les pistes de collaboration entre les deux communes, avec comme seule règle édictée par les maires lors de sa création : « Ne vous interdisez rien, ne limitez pas vos propositions, vos réflexions ».

### Instances judiciaires et administratives
Il n'existe aucune instance judiciaire ou administrative sur la commune.
Mais au Mans, il existe un tribunal de grande instance, un conseil de prud'hommes, un tribunal de commerce, à Allonnes une maison de la justice et du droit et à Angers se trouve la cour d'appel.

### Politique environnementale
Depuis quelques années, la commune travaille sur ses projets avec un souci de qualité qui est reconnu nationalement. Ainsi, à ce jour, la commune a reçu trois prix récompensant son travail.

### Concours national des villes et villages gagnants
À la suite d'un concours national organisé par l'Association des maires de France et Dexia, la commune a reçu le 16 juin 1998 un trophée pour la qualité de la rénovation de son presbytère. En très mauvais état, sa destruction avait même été proposée, mais les services des bâtiments de France l'avait refusé en octobre 1994. Le presbytère rénové a été inauguré le 22 septembre 1996 par M. François Fillon, ministre délégué chargé de la Poste, des Télécommunications et de l'Espace.

### Trophée sécurité routière
Le 20 septembre 2006, l'ACO (Automobile Club de l'Ouest) a remis le trophée sécurité routière à la commune pour ses aménagements réalisés sur le CD 309 : chicanes, ralentisseurs, passages protégés.

### Grand prix développement durable

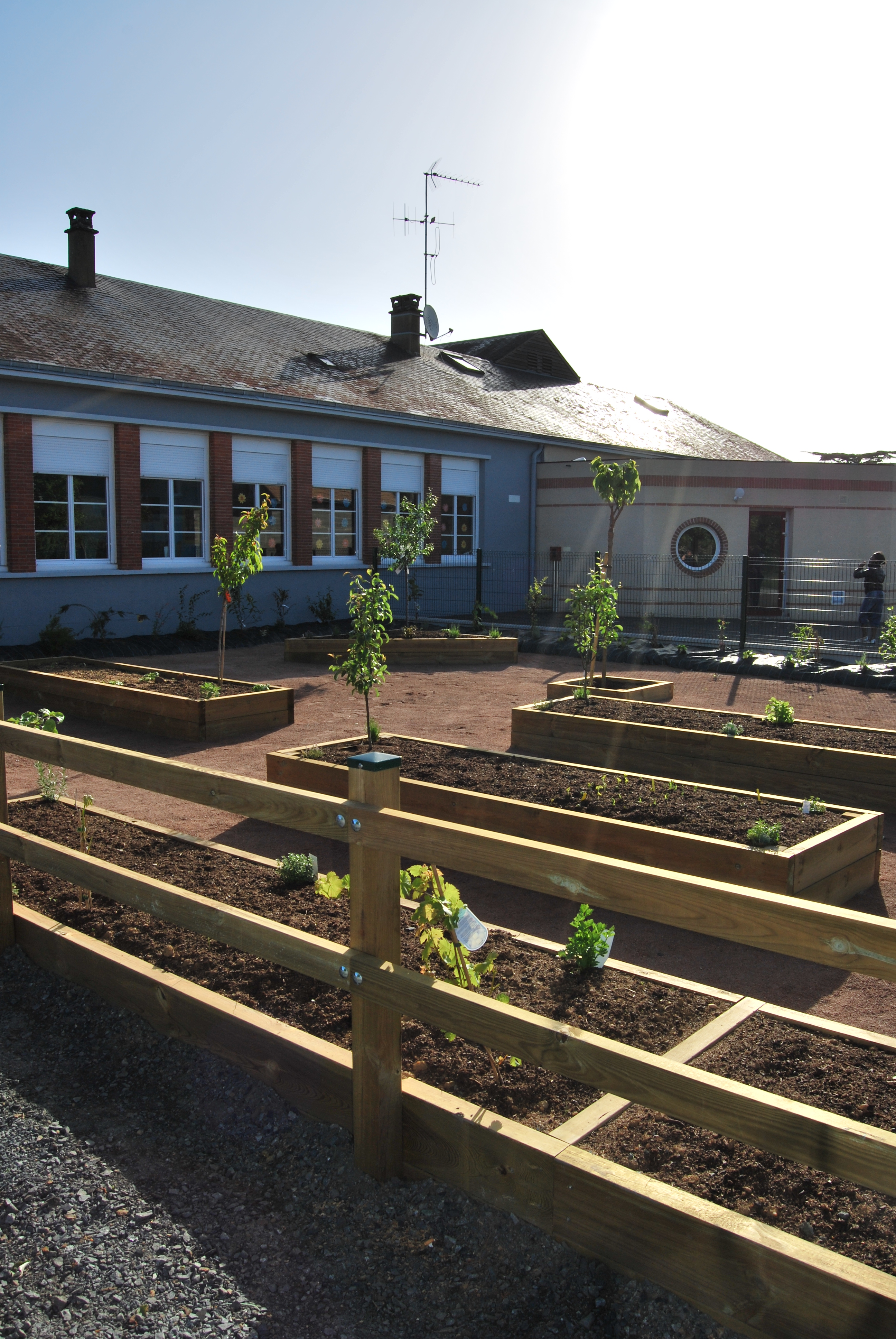
Jardin pédagogique.

Le conseil général de la Sarthe organise chaque année le Grand Prix du développement durable. Le thème de l'année 2009 fut la gestion raisonnée de l'eau. Saint-Georges-du-Bois a soumis sa candidature avec le nouveau jardin pédagogique de l'école.
Le projet de la commune a reçu le 2e prix dans la catégorie « collectivités locales » avec comme projet : « Programme de sensibilisation des enfants à la préservation de l’eau. Création d’un potager pédagogique à l’école, à la suite de la construction du nouveau restaurant scolaire (deux cibles HQE). Les jardinets sont arrosés avec les eaux pluviales. Chaque enfant est responsable d’un îlot du jardin ».

### Jumelages
En septembre 1998, une délégation boisgeorgienne est reçue par Sankt Bartholomä. Puis, en mars 2001, les communes de Saint-Georges-du-Bois et de Saint-Bartholomä, région de la Styrie, en Autriche officialisent leurs rapprochements. Après quelques échanges, le comité de jumelage est en sommeil.
- Saint Bartholomä (Autriche) depuis mars 2001 (région de Styrie)

## Population et société

### Démographie
La population de Saint-Georges-du-Bois stagne durant des décennies. Le manque d'eau potable en est surement la raison puisque l'on peut noter que l'accroissement de la population arrive avec l'arrivée de la dite eau sur la commune en 1956.
La population explose ensuite dans les années 1970, avec la création de nombreux lotissements au sud du bourg (Bideaudière, Croix Sainte-Apolline, Jardin de la Petite Pièce, l'Écoté) et nord du bourg (Panorama, Pré de la Vigne, Pré du Pain).
La création récente de nouveaux lotissements (Bassetin, Clos des Cèdres) compense uniquement le départ des enfants des anciens lotissements.
Le parc des Hayes (en cours depuis 2008) devrait inverser cette tendance (plus de 140 lots, maisons locatives, appartements) et refaire partir à la hausse la population boisgeorgienne.
La densité actuelle de la commune est de 247 hab/km2, tandis que les 1 786 habitants classent Saint-Georges-du-Bois à la 65e place des communes les plus peuplées de la Sarthe et à la 323e place au niveau de la superficie (sur 375 communes).

#### Évolution démographique de 1793 à 2009
L'évolution du nombre d'habitants est connue à travers les recensements de la population effectués dans la commune depuis 1793. Pour les communes de moins de 10 000 habitants, une enquête de recensement portant sur toute la population est réalisée tous les cinq ans, les populations de référence des années intermédiaires étant quant à elles estimées par interpolation ou extrapolation. Pour la commune, le premier recensement exhaustif entrant dans le cadre du nouveau dispositif a été réalisé en 2008.
En 2022, la commune comptait 2 228 habitants, en évolution de +6,1 % par rapport à 2016 (Sarthe : −0,25 %, France hors Mayotte : +2,11 %).
| 1793 | 1800 | 1806 | 1821 | 1831 | 1836 | 1841 | 1846 | 1851 |
| ---- | ---- | ---- | ---- | ---- | ---- | ---- | ---- | ---- |
| 219  | 386  | 381  | 475  | 420  | 556  | 590  | 639  | 613  |

| 1856 | 1861 | 1866 | 1872 | 1876 | 1881 | 1886 | 1891 | 1896 |
| ---- | ---- | ---- | ---- | ---- | ---- | ---- | ---- | ---- |
| 600  | 595  | 536  | 547  | 526  | 527  | 537  | 503  | 501  |

| 1901 | 1906 | 1911 | 1921 | 1926 | 1931 | 1936 | 1946 | 1954 |
| ---- | ---- | ---- | ---- | ---- | ---- | ---- | ---- | ---- |
| 484  | 475  | 468  | 395  | 421  | 391  | 400  | 437  | 499  |

| 1962 | 1968 | 1975 | 1982  | 1990  | 1999  | 2006  | 2008  | 2013  |
| ---- | ---- | ---- | ----- | ----- | ----- | ----- | ----- | ----- |
| 593  | 578  | 782  | 1 284 | 1 625 | 1 762 | 1 781 | 1 786 | 1 994 |

| 2018  | 2022  | - | - | - | - | - | - | - |
| ----- | ----- | - | - | - | - | - | - | - |
| 2 141 | 2 228 | - | - | - | - | - | - | - |

#### Pyramide des âges
En 2018, le taux de personnes d'un âge inférieur à 30 ans s'élève à 33,0 %, soit en dessous de la moyenne départementale (34,6 %). De même, le taux de personnes d'âge supérieur à 60 ans est de 26,1 % la même année, alors qu'il est de 28,2 % au niveau départemental.
En 2018, la commune comptait 1 058 hommes pour 1 083 femmes, soit un taux de 50,58 % de femmes, légèrement inférieur au taux départemental (51,34 %).
Les pyramides des âges de la commune et du département s'établissent comme suit.
| Hommes | Classe d’âge | Femmes |
| ------ | ------------ | ------ |
| 0,7    | 90 ou +      | 0,6    |
| 5,3    | 75-89 ans    | 6,4    |
| 18,9   | 60-74 ans    | 20,5   |
| 21,9   | 45-59 ans    | 21,6   |
| 19,4   | 30-44 ans    | 18,8   |
| 13,1   | 15-29 ans    | 12,8   |
| 20,7   | 0-14 ans     | 19,3   |

| Hommes | Classe d’âge | Femmes |
| ------ | ------------ | ------ |
| 1      | 90 ou +      | 2,3    |
| 7,9    | 75-89 ans    | 10,6   |
| 17,8   | 60-74 ans    | 18,6   |
| 20,2   | 45-59 ans    | 19,3   |
| 17,1   | 30-44 ans    | 16,8   |
| 17,3   | 15-29 ans    | 15,6   |
| 18,7   | 0-14 ans     | 16,8   |

### Enseignement
Saint-Georges-du-Bois est située dans l'académie de Nantes.

#### Établissements scolaires
Une école publique (pour garçons uniquement) existe sur Saint-Georges-du-Bois avant 1849, prouvée par des comptes rendus de conseils municipaux. Les finances, très faibles, de la commune obligent à louer les locaux jusqu'en 1862, date à laquelle une subvention du ministère de l'Instruction publique permet l'achat de l'école.
À la suite de la loi Falloux, la commune met en place, dans une maison louée, une école publique de filles en 1852, bien que cela ne soit pas obligatoire. Celle-ci déménage dans une nouvelle location en 1866, puis en 1882, la commune lance le projet de construction d'une école de filles, au 26 rue de Sablé. Les finances ralentissent le projet, qui n'aboutit qu'en 1889. L'école est agrandie d'un étage en 1952.
La commune va même plus loin, en instaurant en 1882 des cours pour les adultes.
L'école existe, mais est payante, au moins jusqu'en 1877, date d'un refus du conseil municipal de suivre la demande du préfet de rendre les écoles gratuites.
En 1946, une cantine scolaire est créée à l'hôtel Martineau (sans doute l'actuel café), puis en 1953, une cantine scolaire municipale est mise en place, pour 30 enfants.
L'ancienne partie de l'actuelle école maternelle date de 1951 et est agrandie dès 1952 d'une troisième classe. La nouvelle partie est construite en 1976, et amène en même temps le chauffage central dans l'ancienne partie.
Le terrain de sport scolaire créé en 1958 est agrandi en 1960.
L'année 1981 apporte de grands changements : la construction d'une école primaire avec six classes permet de regrouper garçons et filles dans des locaux adaptés et dédiés. L'école de garçons sert aussi pour la mairie, et l'école de filles est très exiguë. L'école de filles sert alors de maison pour le directeur de l'école, puis en 1986 pour l'accueil périscolaire.
Grâce à une forte volonté de la communauté de communes du Bocage Cénomans, les écoles sont informatisées. Ainsi, pour Saint-Georges-du-Bois, ce sont 23 ordinateurs (pour 170 élèves) qui sont installés.
En mai 2003, à la suite d'une demande du conseil d'école, l'école est baptisée : groupe scolaire Trompe-Souris (du nom d'une ancienne ferme à proximité de l'école).
Après quatre années d'étude, la nouvelle cantine est construite, suivant les normes HQE, et sera inaugurée par M. François Fillon, (Premier ministre), le 13 octobre 2007.
L'ancienne cantine, libérée et rénovée, héberge depuis mai 2007 l'accueil périscolaire, et la bibliothèque depuis  janvier 2011.
Le plateau scolaire est décoré de deux fresques de grandes tailles. Réalisées par Typhaine et Anne de la coopérative Clés en main 72 en 2008 et 2009. Elles respectent le thème lié au nom du groupe scolaire : Trompe-Souris.
Depuis début 2012, la commune étudie la possibilité de réhabiliter l'école primaire. En effet, construite en 1981, l'isolation thermique est très mauvaise (voire inexistante), la toiture fuit à de nombreux endroits, les classes sont trop petites, les espaces de rangement sont trop petits. Aussi, après plusieurs réunions avec les parents d'élèves et les professeurs pour connaitre les besoins, la commune travaille avec un cabinet d'étude sur trois possibilités : la construction d'une nouvelle école et destruction de l'école actuelle, l'agrandissement de l'école et réhabilitation de la partie actuelle ou uniquement la réhabilitation de la partie actuelle. Pour ces 3 choix, le critère prix est peu déterminant, car les 3 projets sont relativement aussi chers : environ 2 millions d'euros.

### Manifestations culturelles et festivités
Saint-Georges-du-Bois n'est plus le siège de fêtes communales depuis plusieurs années, voire plusieurs décennies. Néanmoins, une histoire festive existe.
En 1841, deux fêtes annuelles animent le petit bourg de Saint-Georges : la première est le dimanche suivant la Saint-Georges (23 avril), la seconde le dimanche suivant la Sainte-Apolline (9 février). Puis, en février 1873, le conseil municipal adopte la création d'une nouvelle assemblée le dimanche suivant le 7 septembre, mais le mystère demeure pour le choix de cette date. Cette assemblée est déplacée au 4e dimanche de septembre en février 1875 afin de répartir les dates de fêtes entre communes voisines.
Depuis le 24 mai 1959, la commune via le bureau d'aide sociale devenu CCAS, organise un repas de vieux (c'est bien comme cela que le repas fut appelé en 1959). Depuis, ce repas, devenu des anciens, est organisé le premier dimanche suivant la Saint-Georges. Il est offert tous les ans à tous les Boisgeorgiens de plus de 65 ans.
Les autres premières :
- première illumination du bourg pour les fêtes de fin d'année en décembre 1965,
- premier concours de maisons fleuries en juillet 1978,
- premier passage (et le seul) du tour de France le 6 juillet 1984,
- premier comice agricole organisé en 1988,
- premier concert de Noël offert aux habitants en décembre 1995. Le 16 décembre 2012 sera la 18e édition,
- premier feu d'artifice, en commun avec Étival-lès-le-Mans, le 13 juillet 2009. Il se déroulera, pour la 4e édition, le 13 juillet 2012.

Il est à signaler que chaque année le conseil local des parents d'élèves de la commune organise le premier samedi du printemps un carnaval, pour les enfants comme pour les parents, traversant toute la commune avec musique, char, et autres animations. Le final se fait sur le plateau scolaire et la mise à feu du char à brûler.

### Santé
La commune de Saint-Georges-du-Bois a depuis de nombreuses années un service de santé de proximité. Déjà, en 1878, la commune avait créé une commission de la charité afin d'aider les indigents. En 1895, un service d'assistance médicale qui est transformé en bureau de bienfaisance en 1911.
Un cabinet médical est créé en 1982, avec trois médecins généralistes. Il est reconstruit en 2001 et regroupe trois médecins généralistes, un masseur-kinésithérapeute / ostéopathe, un chirurgien-dentiste, une pédicure / podologue. Un départ, et deux arrivées de médecins généralistes sont prévus pour la fin du 1er semestre 2012. La pharmacie, accolée au cabinet médical, est installée sur la commune depuis 1983, et s'est agrandie en 2001.
Pour les autres services de santé (hôpital, cliniques, hôpitaux spécialisés…), il faut aller au Mans situé à moins de 10 km.
Par ailleurs, un foyer de l'association ADAPEI (foyer de vie des Cèdres), destiné aux personnes ayant un handicap mental, est ouvert sur la commune le 25 octobre 2005. Il accueille 25 handicapés. Certaines places sont dites médicalisées. Ce foyer est inauguré par Marc Joulaud (député), Marcel-Pierre Cleach (sénateur), Yvon Luby (conseiller général de la Sarthe).
Enfin, un projet d'installation d'un foyer logement pour personnes âgées est en cours. Après plusieurs projets privés avortés  depuis novembre 1989, un projet public porté par Sarthe-Habitat est en cours d'étude (mai 2012).

### Sports
Les premiers équipements sportifs sont mis en place pour les écoles.
En 1958, la commune aménage un terrain de sport sur un espace contigu aux écoles (actuel plateau scolaire), terrain agrandi en mars 1960.
Mais il faut attendre plus de dix ans, jusqu'en novembre 1969, pour qu'une association sportive tente de se créer. Un projet de création d'une section football avec les communes de Pruillé-le-Chétif et Rouillon voit le jour avec l'objectif d'utiliser le terrain  de sport en herbe. L'association nait en janvier 1970, mais avec les communes d’Étival-lès-le-Mans et de Fay. L'Entente sportive vivra presque six ans, jusqu'en octobre 1975, lorsqu'Étival-lès-le-Mans décide de créer sa propre section de football. Néanmoins, l'association de football s'appelle toujours aujourd'hui Entente sportive Saint-Georges-du-Bois.
En septembre 1978, la commune déplace, de 500 m, le terrain de football à son emplacement actuel, puis en septembre 1980 aménage des vestiaires préfabriqués pour l'association de football, réaménagés en juin 1990. En juillet 1988, un terrain d'entraînement de football complète les équipements disponibles. Il est réaménagé en mai 1993. L'association dispose depuis février 2004 de nouveaux vestiaires plus spacieux et lumineux, les anciens servant pour le stockage du matériel ou la buvette.
L'ancien terrain de football alors libéré est réaménagé pour la pratique du sport scolaire : anneau de course, espace de saut en longueur et en hauteur, terrain de handball. En mai 1994, la Fédération française de basket-ball offre des panneaux de basket afin de compléter l'équipement scolaire.
L'anneau de course est utilisé pendant plusieurs années par une association sportive de patins à roulettes.
En juin 1982, deux courts de tennis sont construits en annexe du terrain de football. Détente Loisir Plein Air, association multi-activité de la commune, crée alors une section tennis. Cette section tennis est dissoute en mars 1987 afin de créer une nouvelle association consacrée à ce sport : le « Tennis Club de Saint-Georges-du-Bois ». C'est aussi à cette période qu'un local s'installe près des terrains pour les tennismans.
La commune ne dispose pas de salle polyvalente permettant la pratique de sport en salle. Pourtant, un projet d'installation près du terrain de football, est mis à l'étude juin 1985 mais abandonné du fait d'un cout trop élevé pour les finances locales. Des projets similaires sont également envisagés en novembre 1986 et novembre 1993 mais avec le même résultat.
En juin 1990, c'est une zone de loisirs qui voit le jour près des terrains de football avec : une piste de vélocross, un grand terrain de boules. La piste de vélocross est réaménagée en piste de bi-cross en juin 1999.
Enfin, chaque quartier (ou presque) dispose d'un terrain de boules. À ce jour, ce sont sept petits terrains et trois terrains multipistes qui s'animent régulièrement.

#### Associations sportives
Ne disposant pas de salle sportive, la diversité des sports praticables à Saint-Georges-du-Bois s'en trouve forcément réduite. En voici la liste :
- école du cirque (fil, boule, échasses, jonglerie) par les p'tits loups dans la salle associative,
- football par l'Entente Sportive Saint-Georges-du-Bois sur les deux terrains de football - l'équipe première évolue en 2e division départementale,
- Gym tonique et douce par Saint-Georges Bien Être dans la salle associative,
- modern jazz par Familles rurales dans la salle associative,
- randonnées pédestres par Détente Loisir Plein Air (DLPA) sur les nombreux chemins de randonnées de la région,
- step par Familles rurales dans la salle associative,
- tennis par le Tennis Club de Saint-Georges-du-Bois sur les deux terrains de tennis.

### Médias
Un seul média est directement rattaché à la commune : il s'agit du bulletin municipal.
Il parait pendant quelque temps de manière trimestrielle à partir de mai 1977. Arrêté pendant quelques années[précision nécessaire], il reprend d'abord en noir et blanc et quadrimestriellement à partir de juin 1995. Il passe en couleur en couleur en janvier 2000. Les derniers exemplaires sont disponibles sur le site de la communauté de communes du Bocage Cénomans
Le dépôt légal se trouve à la bibliothèque municipale d'Angers.

### Cultes
La commune comporte une église catholique et un cimetière.

## Économie

### Revenus de la population et fiscalité
En 2007, le revenu fiscal médian par ménage était de 19 592 €, ce qui plaçait Saint-Georges-du-Bois au 5 237e rang parmi les 30 687 communes de plus de 50 ménages en métropole et au 23e rang départemental. 70,5 % des foyers fiscaux sont imposés sur le revenu, avec un revenu net imposable moyen de 25 798 €.

### Emploi
En 2008, la population active totale de la commune est de 864 habitants. Le taux d'activité est de 95,0 % sachant que la moyenne nationale est de 82,2 %. 696 habitants ont un emploi à durée indéterminée et 58 habitants sont non salariés (indépendants ou entrepreneurs). Seuls 68 habitants ont un emploi précaire. On dénombre 43 chômeurs, soit un taux de chômage s'élevant à 5,0 %, nettement moins élevé que la moyenne nationale qui est quant à elle de 12,9 %. Il y a 12,8 % de retraités, 9,4 % de jeunes scolarisés et 5,0 % de personnes sans activité.

### Entreprises et commerces
Trente-neuf entreprises ont (hors agriculture - au 1er janvier 2010) leur siège sur la commune, dont cinq dans l'industrie, sept dans la construction, six dans le commerce et quinze dans les services. 35 % de ces entreprises ont 10 ans ou plus. Ces entreprises salariaient (au 31 décembre 2008) 194 personnes (dont 65 habitants), soit 23,6 % des actifs de la commune, chiffre en hausse depuis 1999 avec 148 emplois représentant 17,9 % des actifs.
Par ailleurs, la courbe du nombre d'exploitations agricoles suit la courbe nationale. De vingt-sept exploitations en 1988, le chiffre est tombé à neuf en 2008 soit une baisse de 67 %. Et la baisse risque de continuer car 25 % des exploitants ont 55 ans ou plus.
Côté commerce, la commune connaît, depuis 2006, un renouvellement de tous ses commerçants et dispose maintenant d'une boulangerie pâtisserie chocolaterie, d'un bar tabac presse, d'un salon d'esthétique, d'un bar restaurant, d'un coiffeur, et d'un supermarché de 700 m2 avec une station service. Enfin, chaque mercredi en fin d'après-midi, l'offre communale se diversifie grâce à un petit marché animé par des commerçants ambulants boisgeorgiens. Regroupant actuellement un pizzaïolo et un charcutier traiteur, un primeur et un fromager depuis 2011.

## Culture locale et patrimoine

### Lieux et monuments
De nombreux documents d'archives parlent d'une abbaye royale Saint-Georges-du-bois dans la Sarthe. En fait cette abbaye ne concerne pas cette commune mais Saint-Martin-des-Bois en Loir-et-Cher.
Il est aussi fait mention d'un prieuré au lieu-dit Le Grand Beauvais (47° 59′ 11,23″ N, 0° 05′ 42,15″ E) (compte rendu du conseil municipal de février 1994), mais il semble qu'il s'agissait plus exactement d'une seigneurie. Aucune information complémentaire n'a été trouvée pour le moment.

#### Église Saint-Georges

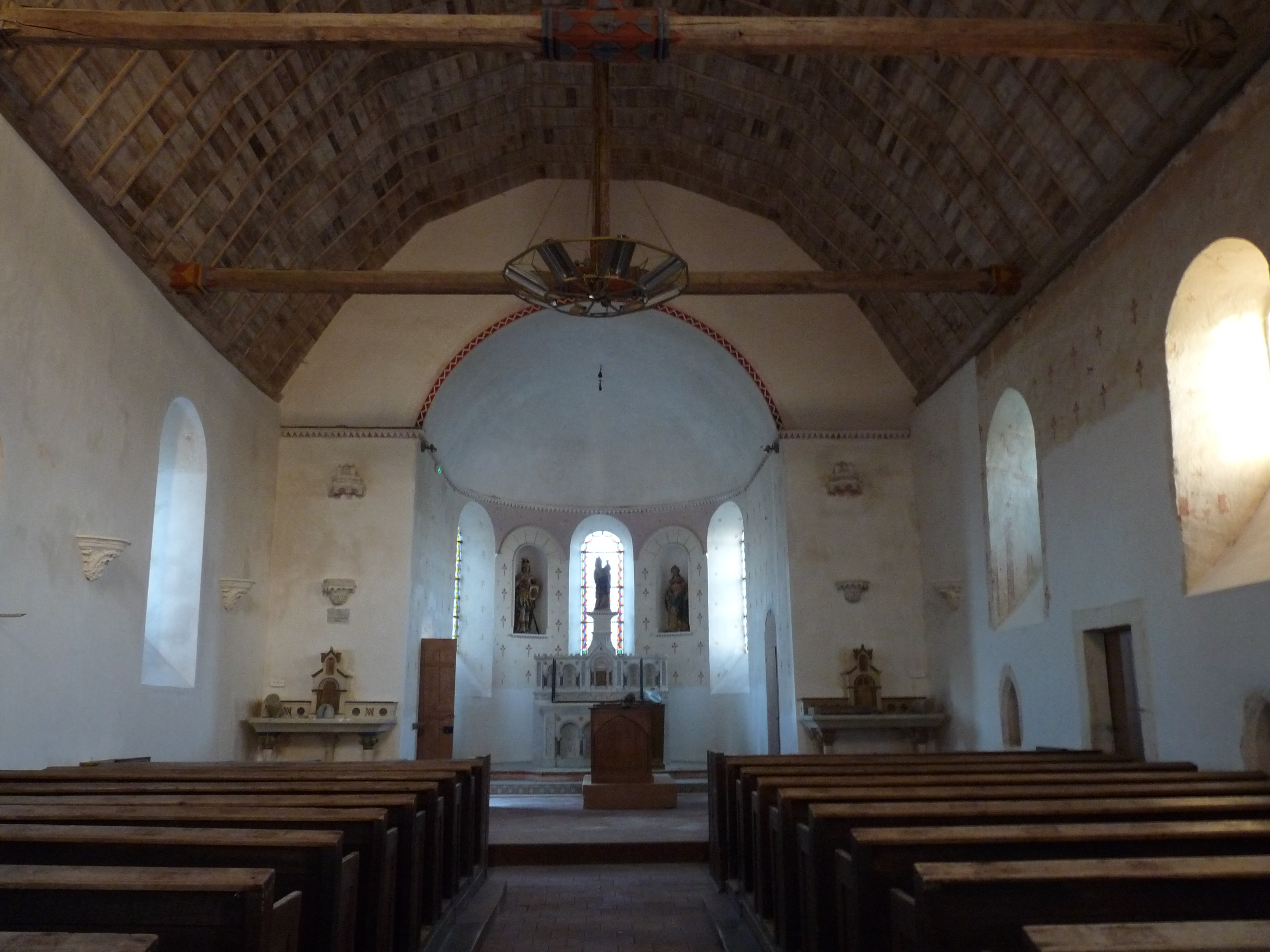
Le chœur de l'église.

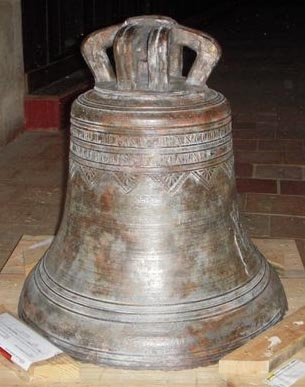
La cloche Françoise Julienne.

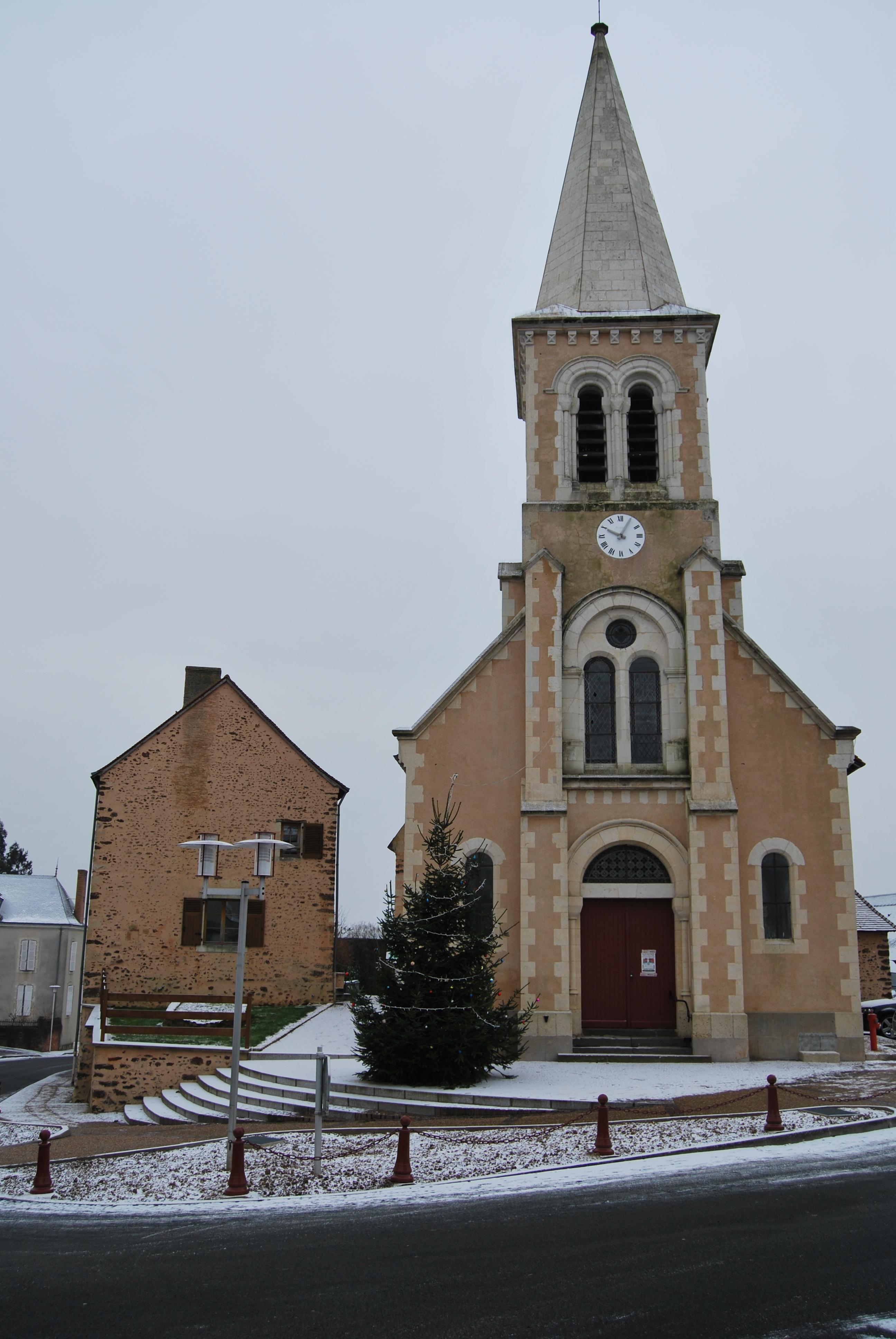
Vue extérieure de l'église et du presbytère.

Édifiée au XIVe siècle et XVe siècle, elle est agrandie au milieu du XIXe siècle (voir section sur le XIXe siècle).
Elle dépendait alors, comme la cure, de l'abbaye Saint-Julien du Pré au Mans, qui, semble-t-il, possède aussi un prieuré sur la commune.
Les murs sont en pierre et en tuffeau, tandis que la toiture est en petites tuiles plates.
Elle est actuellement en cours de rénovation. Des traces de peinture du XVIe siècle ont été découvertes récemment, sous de nombreuses couches de peintures appliquées au cours des siècles.
L'intérieur est en plâtre blanc, ornementé de fleur de lys de couleur brique tandis que le plafond est en planche de chêne.
La prochaine étape de la rénovation s'attaquera aux vitraux.
La commune a choisi une opération particulière pour cette opération : l'église a actuellement huit vitraux blancs et va les remplacer par de vrais vitraux colorés. Grâce à l'aide du conseil général, ce sont les Boisgeorgiens qui choisissent les nouveaux vitraux qui viendront ornementer l'église.
Le vote à bulletin secret a eu lieu le 11 mars 2010 et ce sont les vitraux de Marie-Laure Mallet-Melchior qui seront mis en place dans quelques mois.
Les anciens (dans le chœur) seront démontés, rénovés et remplacés par des vitraux éphémères pendant la rénovation.
L'église possède aussi de nombreuses statues dont une est inscrite sur les listes des monuments historiques.
- La Vierge à l'Enfant : c'est la plus ancienne, elle date du XIVe siècle et est donc contemporaine à la construction de l'église. Elle reste en excellent état malgré les mutilations subies pendant la Révolution. C'est le seul patrimoine classé de la commune : classé au titre d'objet le 16 mars 1976 sur les listes des monuments historiques[57].
- Sainte Barbe : elle date de XVIIe siècle, est en terre cuite polychrome.
- Saint Georges : saint patron de la commune, il se doit d'être présent dans l'église. La statue date du XVIIe siècle.
- La Vierge de Pitié : elle date de XVIIe siècle, est en terre cuite polychrome et vient d'être complètement restaurée (mi 2009).
- Saint François d'Assise, attribuée au sculpteur manceau Michel Chevallier, date de la première moitié du XVIIe siècle et vient d'être complètement restaurée (fin 2007). Elle est en plâtre.
- Sainte Martyre : sa datation et son origine sont, pour le moment, inconnues. En attente de rénovation, elle est en très mauvais état.
- Saint Sébastien : elle date du XVIIe siècle ou XVIIIe siècle.
- Saint Étienne daterait du XIXe siècle. Cette dernière œuvre est très lourde, ce qui suggère qu’elle est pleine, ce qui est assez rare.
- Une autre statue, perdue, Jeanne d'Arc date de 1942. Elle a été réalisée par le sculpteur Ernest Hiron[58].

Ses cloches sont, aussi, assez anciennes :
- La première information sur des cloches de l'église date du 19 août 1722, mais il y en a déjà d'autres. Cette cloche est baptisée par le Révérend Père Leblanc prêtre supérieur de l’Oratoire, nommé par la très Révérende Dame de Berhingen, abbesse de Pré, Anne Marie Madeleine Thérèse, et par Charles Tallement, prêtre, curé de Saint-Georges-du-Bois. Les recherches n'ont pas permis de connaitre son destin.
- La cloche Françoise Julienne née en 1830 est restaurée (fin 2008).
- La cloche Renée née en 1830.
- La cloche Jeanne d'Arc est née en 1913. C'est une donation de l'abbé Motay qui offre cette troisième cloche à l'église. Elle est baptisée, entre autres, par monseigneur de La Porte, évêque du Mans. D'un poids de 204 kg, elle est fondue par Amédée Bollée le 5 août 1913.

Pour le mobilier de l'église, on trouve huit stalles en bois du XVIIe siècle, ainsi qu’un banc coffre en bois datant du XVIIIe siècle.
Enfin, l'histoire de l'église ne s'arrête pas là : le 18 juin 1940, un bombardement allemand endommage gravement le clocher.
Depuis 2005, l'église est en rénovation complète (façades, clocher, murs, statues, vitraux). La fin des travaux est prévue pour le second semestre 2010.
La flèche du clocher est un des deux points géodésiques de la commune.

#### L'énigme de l'église

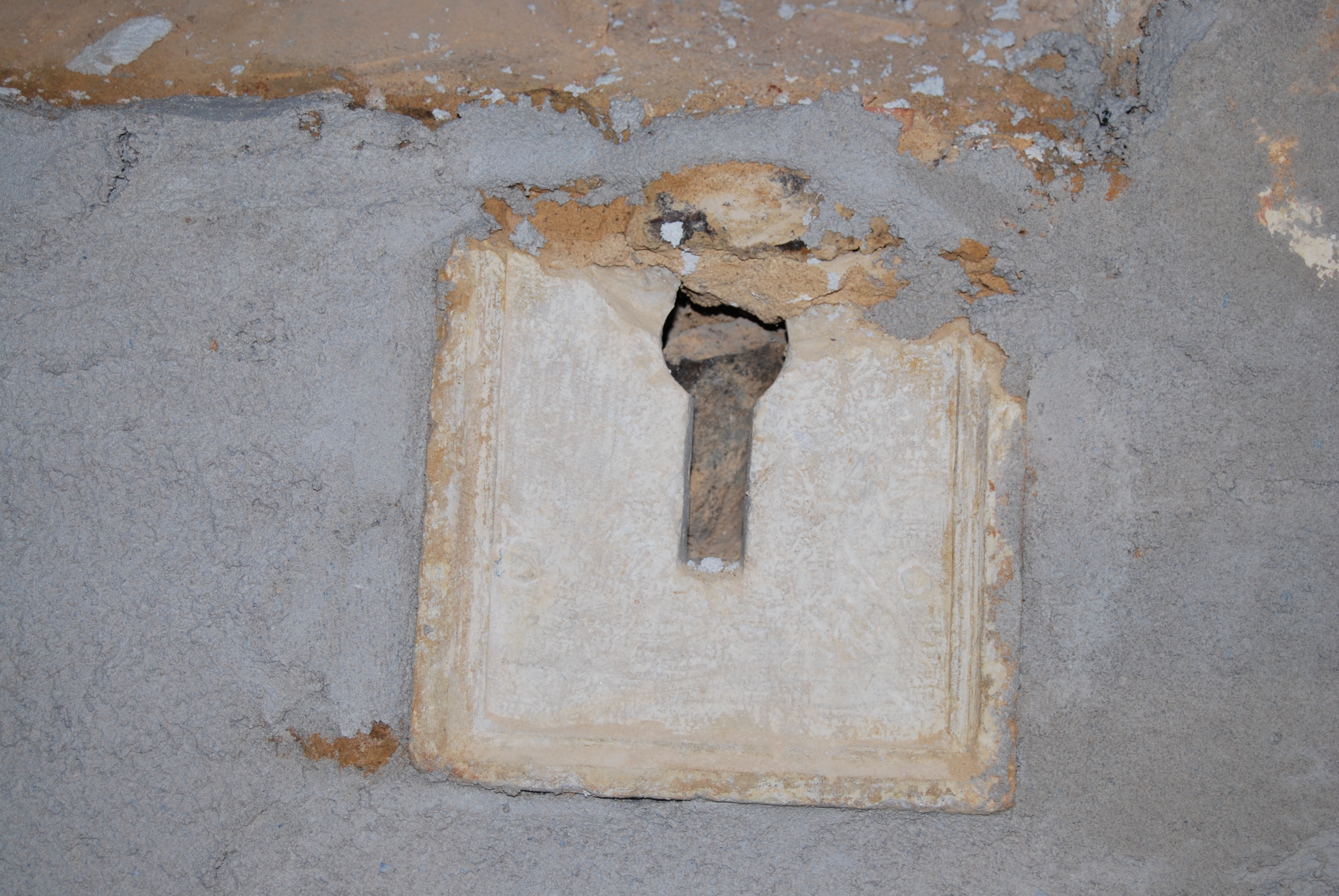
La pierre mystérieuse de l'église.

Lors des travaux de rénovations des murs intérieurs de l'église à l'automne 2009, une découverte a été faite : une pierre de 30 cm au carré avec un trou ressemblant à une serrure en son centre.
Malgré les recherches, la signification ou la fonction de cette pierre demeure un mystère. Elle semble avoir été récupérée d’un autre bâtiment, pour servir à la construction de l’église. Petit détail, elle est creuse.

#### La croix Sainte-Apolline

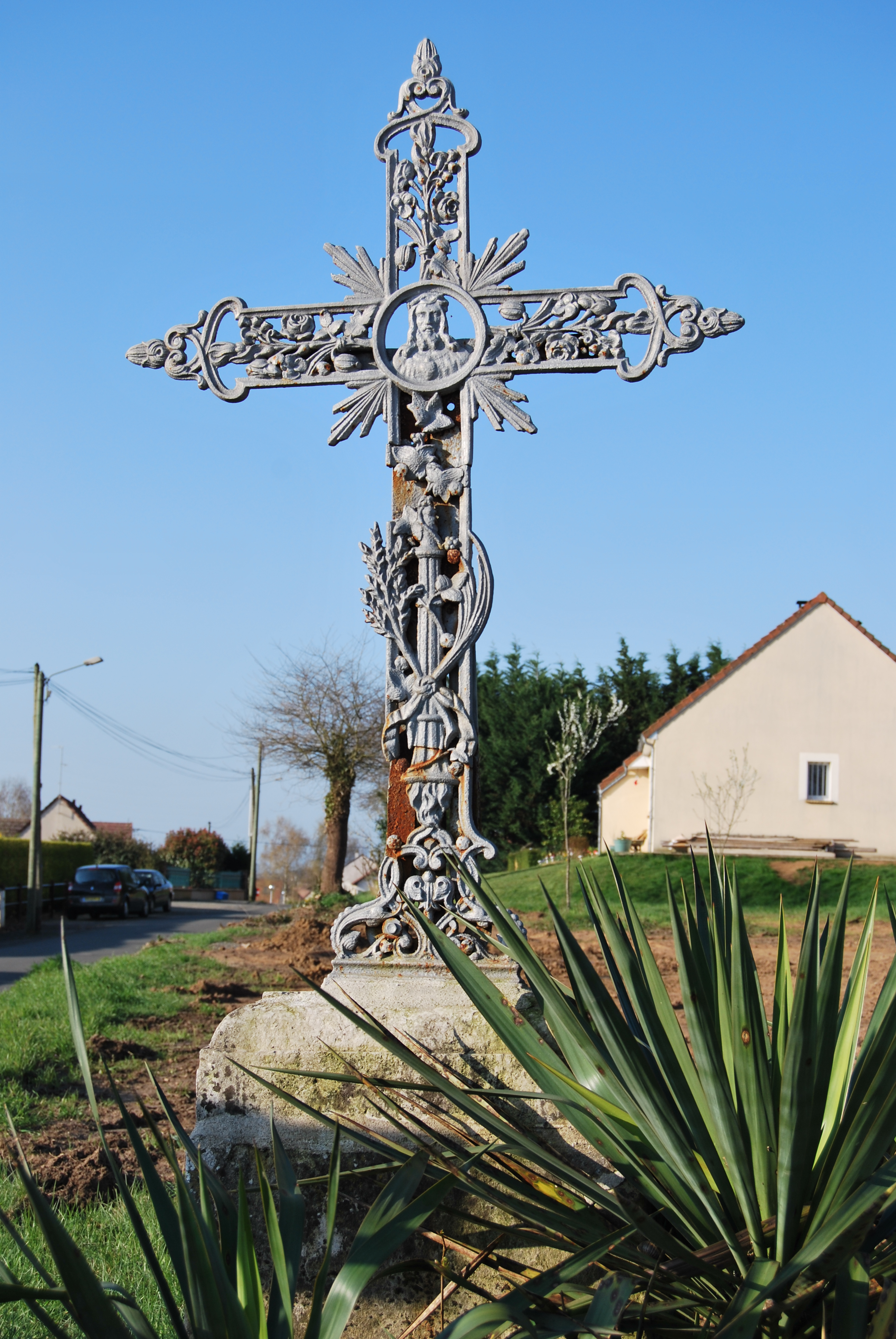
La croix Sainte-Apolline.

Cette croix, en fer forgé, date du début du XIXe siècle. Elle apparaît sur les plans cadastrés de 1844 mais son origine est inconnue. Elle se trouve à l'entrée du bourg côté Le Mans (47° 58′ 30,3″ N, 0° 06′ 22,78″ E).
Une procession de paroissiens boisgeorgiens s'y rendait une fois par an jusqu'au début du XXe siècle, probablement jusqu'à la Seconde Guerre mondiale.

#### Le calvaire (route de Souligné-Flacé)
Le calvaire se trouve sur la route de Souligné-Flacé, à la sortie de la commune, près du lotissement Trompe-Souris (47° 58′ 20,28″ N, 0° 05′ 36,04″ E).
Installée sur un monticule de pierre et béton, la croix mesure quatre mètres de haut environ et supporte un christ métallique.
Son installation semble assez récente puisqu'à l'arrière de celui-ci est indiqué : « E.Blossier - Fecm - 1952 »

#### La croix (route de Pruillé-le-Chétif)
Cette croix se trouve sur la route de Pruillé-le-Chétif, au carrefour de la rue des Fouillées et de la Grande Locherie (47° 58′ 58,34″ N, 0° 05′ 47,82″ E).
En fer forgé, d'une hauteur d'un mètre environ, elle représente une Vierge en train de prier. À sa base, se trouve une couronne (honorifique ou mortuaire ?).
Son origine et sa datation sont, pour le moment, inconnues.

#### Parc de la Rivière

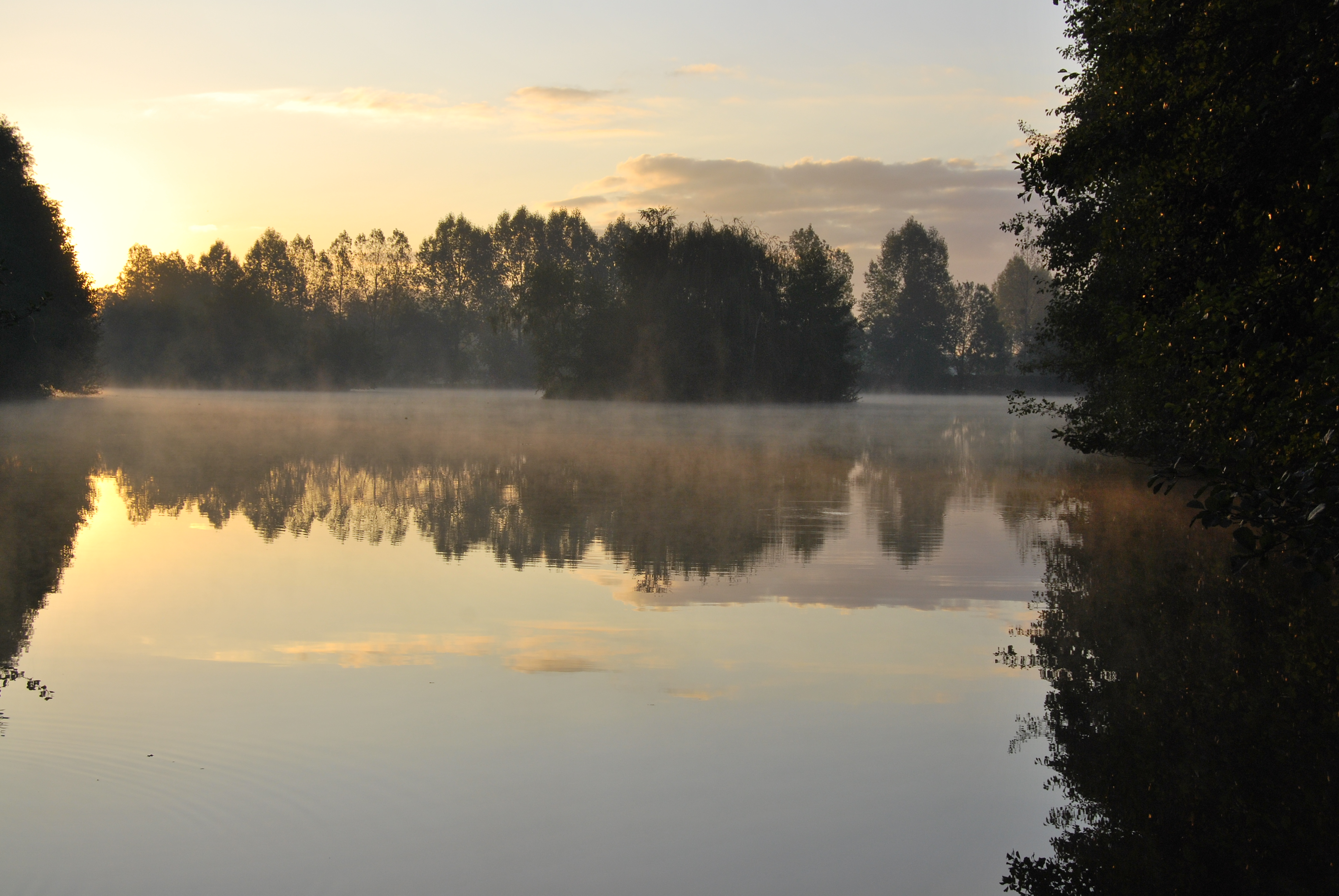
L'étang de la Rivière au lever du jour le 2 octobre 2009.

Situé à la limite de la commune de Saint-Georges-du-Bois, sur le territoire communal d'Étival, le parc se limite actuellement à un étang et des terres alentour. Il dépendait du château de la Rivière distant d'une centaine de mètres (47° 57′ 38″ N, 0° 05′ 12″ E).
L'achat de cet étang est un vieux projet, car, déjà dans les années 1995, cet achat faillit se faire. Acheté alors par un Britannique, celui-ci en fait un étang pour ses amis ou pour des locations, grâce à un empoissonnement avec de très gros poissons (voir plus bas). Ce n'est qu'en juillet 2008 qu'il décide de le revendre.

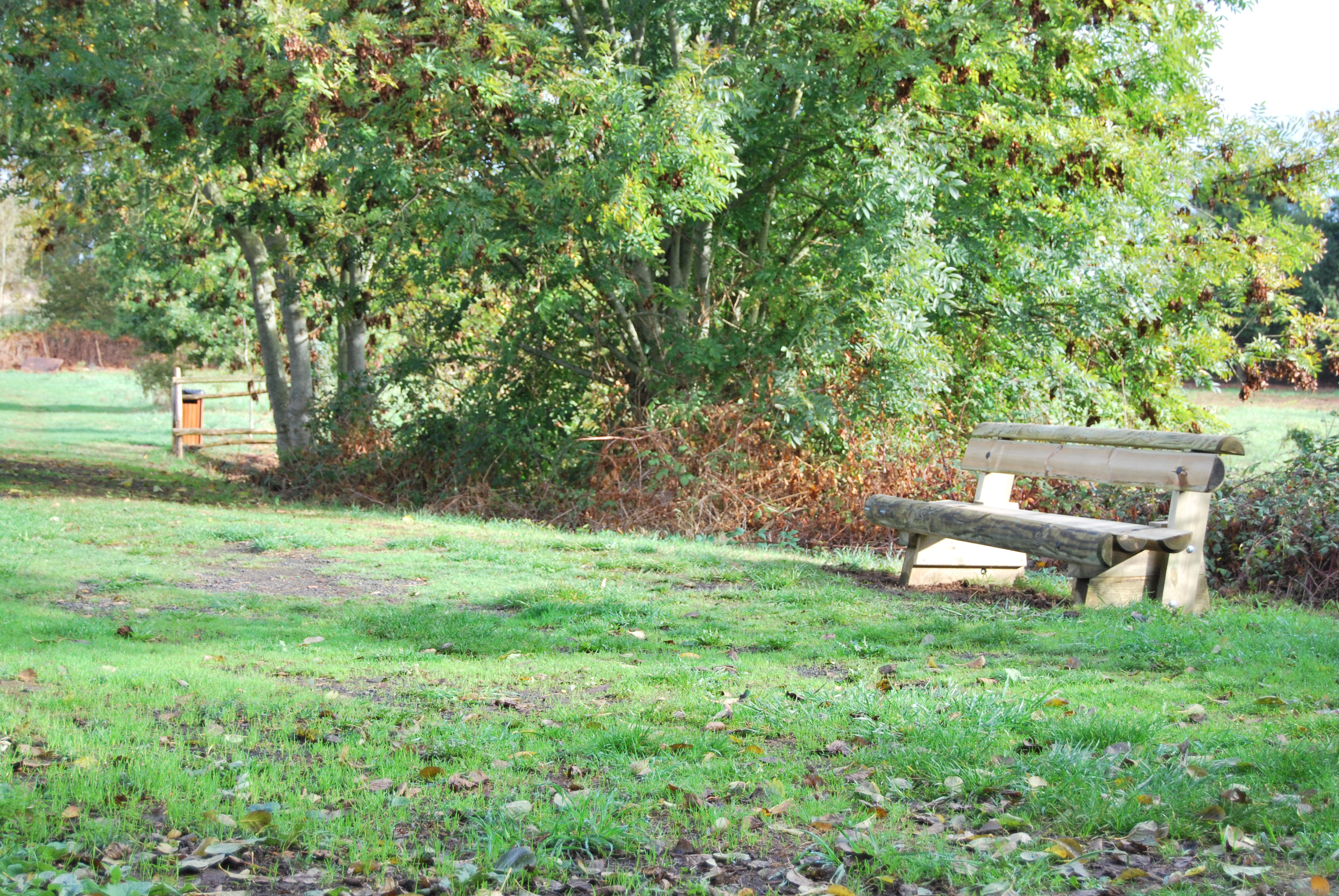
Banc sur les berges de l'étang de La Rivière en octobre 2009.

Après la consultation des habitants des deux communes, il est alors acheté en commun avec la commune d'Étival-lès-le-Mans via le syndicat intercommunal du Parc de la Rivière, spécialement créé, en février 2009. D'une surface de 2,8 ha d'eau et de 2 ha de terres boisées, l'objectif de départ est de rouvrir au public l'étang en réaménageant ses berges, en sécurisant l'accès et en nettoyant le terrain. Cela est fait pour l'inauguration le 13 juillet 2009 devant plus de 1 500 personnes (sur les 4 000 qui habitent les deux communes). Depuis, se sont rajoutés un parking, de nombreux bancs, tables, poubelles, collecteurs de verre ou jeux afin de profiter au maximum de cet espace de repos et de promenade. En 2010, il est prévu d'aménager un ponton de pêche pour les personnes handicapées et la plantation de nombreux arbres fruitiers, ainsi que des liaisons piétonnes avec les deux communes.
À plus long terme (20 à 30 ans), il est prévu d'aménager un parc d'une trentaine d'hectares sur l'espace compris entre les deux communes (séparés de seulement 700 m orienté sur le développement durable. Une partie de ce parc serait alors affectée à de l'habitat écologique à énergie positive.
Les records de pêche actuels depuis la réouverture au public sont de 95 kg et 2,47 m pour un silure glane et de 24 kg pour une carpe.

### Patrimoine industriel

#### Le château d'eau
Après neuf années d'études (depuis avril 1947), six ans après avoir participé à la création du syndicat pour l’alimentation en eau potable des communes de la région du Mans Septembre 1950, le château d'eau est construit en 1956 (47° 58′ 28,67″ N, 0° 06′ 05,26″ E). Il marque un tournant majeur dans l'histoire de la commune, puisque jusqu'alors, la seule source d'eau potable sont les fontaines, pour la plupart privées.
Le château d'eau, haut d'une vingtaine de mètres, n'est que la partie émergée du projet, puisque c'est aussi en 1956 que la commune est rattachée au réseau d'eau potable, et que les 196 premières maisons boisgeorgiennes sont desservies.
Il permet enfin le développement de la commune.
Il est toujours en exploitation et est géré par le SIDERM (Syndicat des eaux de la région mancelle). C'est un des deux points géodésiques de la commune.

#### L'éolienne

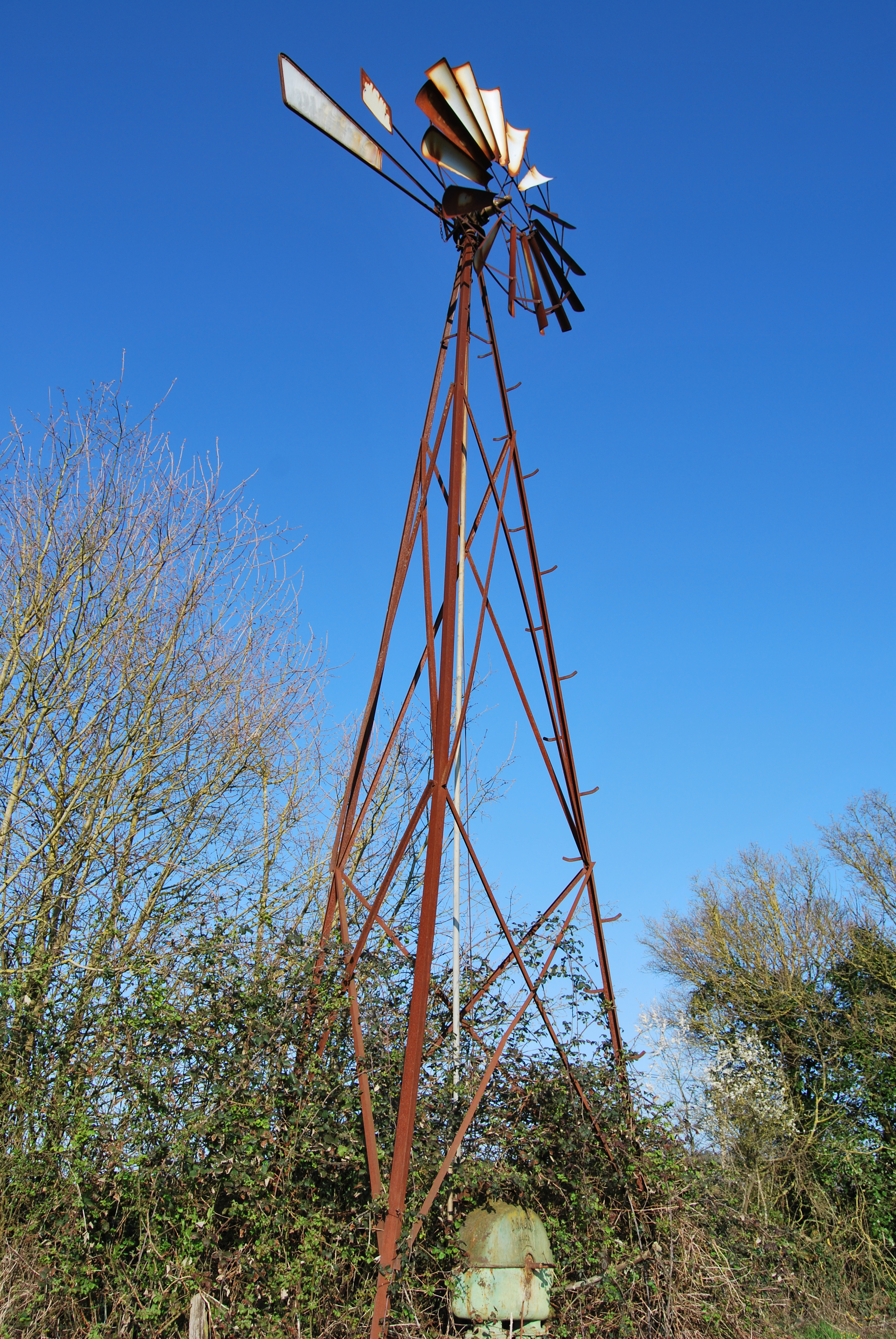
L'éolienne en avril 2010.

Une ancienne éolienne se trouve au sud de la commune, au bord du chemin vicinal no 2 (route allant de Saint-Georges-du-Bois au carrefour des cinq routes) (47° 58′ 07,92″ N, 0° 06′ 13,26″ E). D'une hauteur d'une dizaine de mètres, elle est en fer (rouillée). Elle est équipée d'une pompe hydraulique servant à remonter l'eau de la nappe phréatique toute proche.
La datation de cette éolienne n'est pas encore déterminée, mais la pompe utilisée, du constructeur manceau Dragor, permet de réduire la période entre 1923 et 1959.
Quant à l'éolienne, elle semble (la peinture des pales étant très abimée) être de marque Le Mistral.
La commune envisage une rénovation et mise en valeur de cette ancienne éolienne située au bord d'un espace réservé pour créer un chemin pédestre.

#### Antenne-relais
Une antenne-relais destinée à la téléphonie mobile est installée à l'ouest de la commune, sur le site communal de la Blanchardière (47° 57′ 48,12″ N, 0° 05′ 24,84″ E).
Deux antennes-relais étaient initialement prévues en juin 2000 à la demande de Bouygues Telecom, mais le projet est réduit à une seule en novembre 2000. Elle mesure 44 m de hauteur.
Trois fournisseurs exploitent actuellement cette antenne :
- depuis le 24 novembre 2000, Bouygues Telecom, no   d'identification : 200038
- depuis le 21 octobre 2011, Free Mobile, no   d'identification : 780256
- depuis le 3 décembre 2004, SFR, no   d'identification : 360229

Les informations concernant cette antenne-relais sont accessibles sur le site de l'ANFR (Agence nationale des fréquences) avec le no   d'identifications 731062.

#### Les sept fontaines
Elles représentent une grande partie de l'histoire de Saint-Georges-du-Bois (47° 58′ 18,27″ N, 0° 05′ 55,91″ E). En effet, jusqu'en 1956 et l'arrivée du réseau d'eau potable, c'est la seule source d'eau pour les Boisgeorgiens. Et ce n'est pas simple d'avoir une fontaine sur la commune car plusieurs accidents mortels dus à des éboulements ont eu lieu pendant les creusements.
Avant les fontaines, il existe depuis des temps très anciens, trois petits bassins qui recueillent l'eau suintante. Seulement, au début du XIXe siècle, un bassin est réservé (muré et fermé d'une porte) aux représentants de l'hospice de Savigné-l'Évêque propriétaire du terrain mitoyen. Un second était comblé par un éboulement. Il ne reste donc qu'un seul bassin pour environ 500 habitants.
Des travaux sont effectués en 1814 afin de transformer le second bassin en fontaine. Cette fontaine réalisée de manière privée est rachetée par la commune afin d'en faire la première fontaine publique.
En 1894, une fontaine est créée initialement aux seuls usages du prêtre et des instituteurs, puis de tous les autres fonctionnaires.
Depuis, la commune rachète progressivement toutes les fontaines afin de pouvoir les mettre en valeur. Le rachat de trois fontaines en octobre 2007, porte à cinq le nombre de fontaines rachetées.
Un autre puits se trouve à l'arrière de l'église. Réservé à l'origine au clergé et instituteurs, il est creusé en 1830. Pour donner une idée des risques encourus à l'époque pour creuser un puits, dans du sable et de l'argile : il fait 28,4 m de profondeur, l'eau étant à 25,5 m de la surface. Il n'est plus utilisé depuis 1951.

### Patrimoine culturel

#### Bibliothèque
La première information concernant la création d'une bibliothèque à Saint-Georges-du-Bois date d'août 1862. Seulement, les budgets sont tellement phagocytés par les travaux de l'église et la gestion des écoles que le conseil municipal refuse sa création.
Il n'y a pas d'autres informations concernant une bibliothèque pendant plus de 100 ans. Ce n'est qu'en novembre 1973 qu'on apprend (compte rendu de conseil municipal) que le bibliobus passe sur la commune.
Et c'est grâce à la reconstruction de la mairie, inaugurée le 13 mars 1993, que la bibliothèque va pouvoir exister. Le rez-de-chaussée de la mairie, d'abord prévu comme salle de réunion et de local jeunes, accueille la bibliothèque. À la suite d'une convention signée avec le conseil général de La Sarthe afin de créer un dépôt de la bibliothèque départementale de la Sarthe, l'association À pleine Page est créée en avril 1997 afin d'en assurer la gestion.
L'ouverture se fait après quelques semaines de travaux et de mise en place le 4 octobre 1997.
Une seconde bibliothèque existe depuis sur la commune, mais elle est réservée aux élèves des écoles maternelles. Elle  ouvre en mai 1999.

#### Chemins de randonnée
Les chemins sur la commune ont une histoire assez ancienne.
En effet, le premier chemin est créé en 1892 : c'est le chemin des Fontaines (actuelle rue des Fontaines).
De nombreux autres suivront, quadrillant ainsi le bocage. L'idée de l'époque est d'aller de chaque ferme à toutes ses voisines, ou d'une ferme au bourg directement.
Pendant une trentaine d'années (jusqu'à la Première Guerre mondiale), des très nombreux chemins sont créés, qu'ils soient communaux ou privés.
L'arrivée des voitures et du bitume rend alors obsolètes la plupart de ces chemins, qui tombent dans l'oubli et les ronces.
Aussi, entre 1962 et 1975, une grande partie des chemins sont vendus de manière symbolique aux propriétaires terriens adjacents.
Vient ensuite une autre utilisation des chemins : la randonnée.
Le démarrage de ce loisir, sur Saint-Georges-du-Bois, est en mai 1976 avec la demande de M. Lorillier de créer des chemins de randonnées. Il crée ensuite l'association Détente loisirs Plein Air (DLPA) dont le premier objet est l'entretien de ces chemins.
Puis, en septembre 1992, le chemin de Bel-Air est classé dans le plan départemental de randonnées pédestres.
Depuis, trois circuits de 9,5 km, 3,5 km et 3,5 km sont tracés à travers la campagne. Partant de la mairie, ils reprennent d'anciens chemins ruraux, permettant de naviguer entre bois, chemins creux (parfois encaissés de plusieurs mètres), bocage, point de vue ou histoire de la commune. Deux de ces chemins sont interconnectés avec les chemins de randonnées de Pruillé-le-Chétif, ajoutant plus de 28 km de chemins.
Deux autres projets sont en cours de réalisation et un en projet :
- Une ronde verte, permettant de faire le tour de la commune par, presque uniquement, des chemins de randonnées. Il manque deux portions de 700 m afin de boucler ce tour qui fera alors 7,5 km.
- Un chemin reliant le bourg à l'étang de la Rivière. D'une longueur de 800 m, il bifurquera d'un des chemins actuels et permettra une interconnexion aux plus de 10 km de chemins d'Étival-lès-le-Mans.
- En projet d'ici 2014, un accès au boulevard vert du Mans arrivera sur la commune, et se connectera aux chemins de randonnées.

Ironie de l'histoire : il faut racheter aujourd'hui les chemins donnés il y a 40 ans.

### Personnalités liées à la commune

#### Charles VI
Un des évènements majeurs de l'histoire de France est la folie de Charles VI.
Cette folie commença en 1392, dans la forêt du Mans. Cette forêt maintenant complètement disparue, ou presque. L'historien Julien Rémy Pesche ne doute pas que cette forêt se trouvait à l'ouest du Mans ; en effet, de très nombreux lieux-dits confirment par leur nom cette hypothèse. Charles VI devait rejoindre la Bretagne. Partant du Mans, il passe par Saint-Georges-du-Plain, la Croix Georgette puis par les bois de Teillais. Or ce lieu-dit existe toujours, à la limite de Saint-Georges-du-Bois et d'Allonnes, mais un autre existe aussi entre Saint-Georges-du-Bois et Souligné-Flacé. Il est donc, relativement certain d'après JR Pesche, qu'un roi ait perdu l'esprit dans les environs, très proches, de Saint-Georges-du-Bois.

#### Reyol
Reyol, « le voleur d’âme de Saint-Georges-du-Bois ».
Reyol (pseudonyme inversé de son nom : Guy Loyer) est un artiste peintre, né au Mans le 19 janvier 1939.
Après avoir fréquenté, dès ses 6 ans, les cours d'arts plastiques, puis ceux des Beaux-arts du Mans, Reyol fait sa première exposition en 1958-1959 sur Le Mans.
Ses peintures ont toutes une histoire bien particulière. Il aime photographier une expression, une émotion pour ensuite créer sa peinture dans son atelier, chez lui.
Ses thèmes principaux sont les femmes, les villages, mais aussi des souvenirs de voyages à travers le monde : Europe, Maroc, Russie, Thaïlande, Chine ou dernièrement au Brésil et en Bolivie.
Son identité artistique, il la tient de ses couleurs chaudes : orange, jaune, ocre, et froides : bleu, gris.
Exposant en France comme à l'étranger (dont New York ou Gand), Reyol a vendu à ce jour 1 500 peintures ce qui lui vaut une renommée internationale. De nombreux livres, français comme étrangers, parlent de son œuvre.